# Église Saint-Denis de Rieux
L'église Saint-Denis est une église catholique paroissiale située à Rieux, dans le département de l'Oise, en France. Comme l'église voisine Saint-Martin de Cinqueux, le manque de moyens et le défaut d'entretien depuis le début du XIXe siècle ont eu comme conséquence la destruction de certaines de ses parties, en l'occurrence les bas-côtés et la pyramide en pierre ayant couronnée le clocher. La nef, d'abord condamnée en raison de son mauvais état, est finalement transformée en mairie-école en 1867 et 1870, et sert aujourd'hui de logement. Depuis, l'église proprement dite se résume au chœur gothique du XIIIe siècle et à l'ancien transept partiellement roman du premier tiers du XIIIe siècle. Existe aussi une ancienne chapelle de la fin du XIIIe siècle, transformée en sacristie. Ce sont le chœur-halle de trois travées de dimensions identiques, avec quelques sculptures fort curieuses, et les éléments romans du transept, avec des chapiteaux historiés d'une facture archaïque et des voûtes en berceau authentiques, qui font l'intérêt principal de l'église. Elle possède également trois fenêtres gothiques avec un remplage rayonnant très élaboré, et la base d'un clocher octogonal roman. L'édifice est inscrit au titre des monuments historiques par arrêté du 12 avril 1926. Elle est affiliée à la paroisse de Tous les Saints du Creillois-Nord.

## Localisation
L'église est située en France, en région Hauts-de-France et dans le département de l'Oise, sur la commune de Rieux, rue Joseph-Havy (RD 75), près de la limite orientale du village. L'église est bordée par la place de l'Église à l'ouest et au sud, et le chevet est partiellement visible depuis la rue, alors que seulement une étroite ruelle reste libre au nord.

## Historique

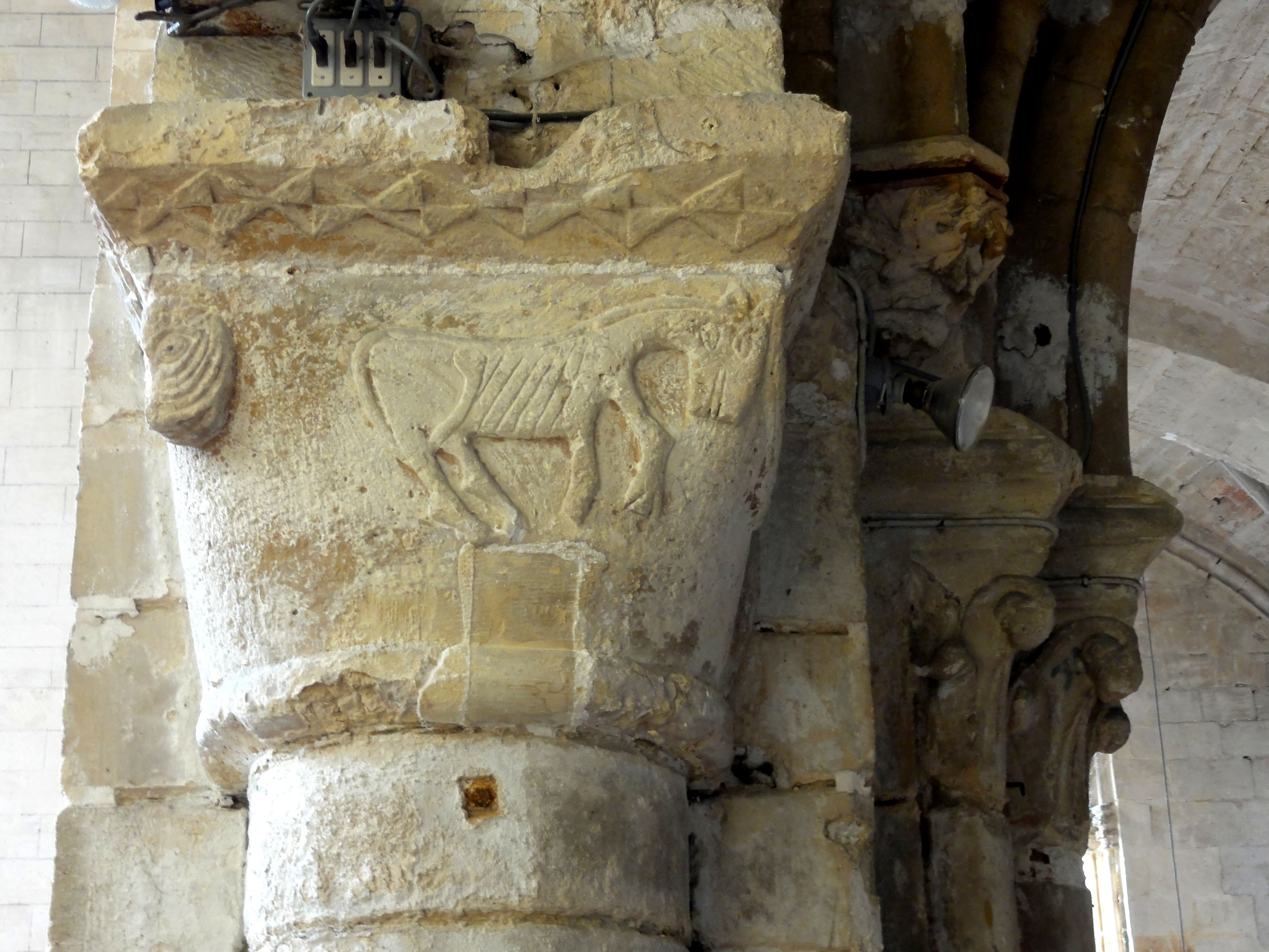
Ce chapiteau roman d'une facture naïve est le plus caractéristique de l'église.

La paroisse de Rieux a toujours dépendu du diocèse de Beauvais, et sous l'Ancien Régime, elle fait partie du doyenné de Pont-Sainte-Maxence. Au XIIe siècle, elle appartient, tout comme la seigneurie de Rieux, à l'abbaye Saint-Germer-de-Fly. Son abbé, Lambert, en confie la protection au comte Raoul Ier de Clermont en 1190, moyennant le versement d'un cens annuel de deux muids d'avoine par hôte. Rieux devient ainsi une avouerie. Plus tard, après la vente du comté de Clermont à la couronne, le village devient le siège d'une mairie royale avec un ensemble de treize fonctionnaires, et neuf autres localités sont situées dans la circonscription de cette mairie, ce qui confère une certaine importance à Rieux. C'est sans doute la raison pour l'édification d'un nouveau chœur de l'église au XIIIe siècle, alors que la population ne dépasse pas les deux cents personnes. L'église Saint-Denis est alors une église romane bâtie au premier tiers du XIIe siècle, avec une abside et deux absidioles de petites dimensions, qui ne satisfont plus les besoins de représentation, ici comme ailleurs.
L'histoire de l'église n'a pas laissé de traces dans les documents jusqu'au début du XIXe siècle. Seulement l'étude archéologique du monument permet d'en retracer l'évolution. Trois piliers de la croisée du transept du premier tiers du XIIe siècle existent toujours, avec leurs chapiteaux en partie romans : ceux du nord-ouest, du sud-ouest et du sud-est. Le pilier du nord-est a été remplacé par un massif de maçonnerie à une époque indéterminée, et la voûte d'ogives actuelle de date que du XVe siècle. Elle a dû remplacer une voûte d'arêtes, car aucun chapiteau roman ne correspond aux nervures de la voûte d'ogives, qui retombent sur des culs-de-lampe situés au-dessus des chapiteaux. Les croisillons peuvent être contemporains de la croisée, ou un peu plus récents. En tout cas, les arcs brisés règnent partout, ce qui ne permet pas une datation beaucoup avant 1130. L'arcade faisant communiquer la croisée avec le chœur subsiste encore d'origine et prouve, s'il en est besoin, qu'un chœur roman a bien précédé la construction du XIIIe siècle. L'arcade entre le croisillon sud et le chœur a été modifiée, mais les piédroits restent authentiques, et prouvent à l'instar de l'arcade murée visible dans le croisillon nord que des absidioles ont bien existé. Leur forme et leur plan restent néanmoins en suspens. Quant à la nef romane, des vestiges et notamment la façade occidentale en subsistent.

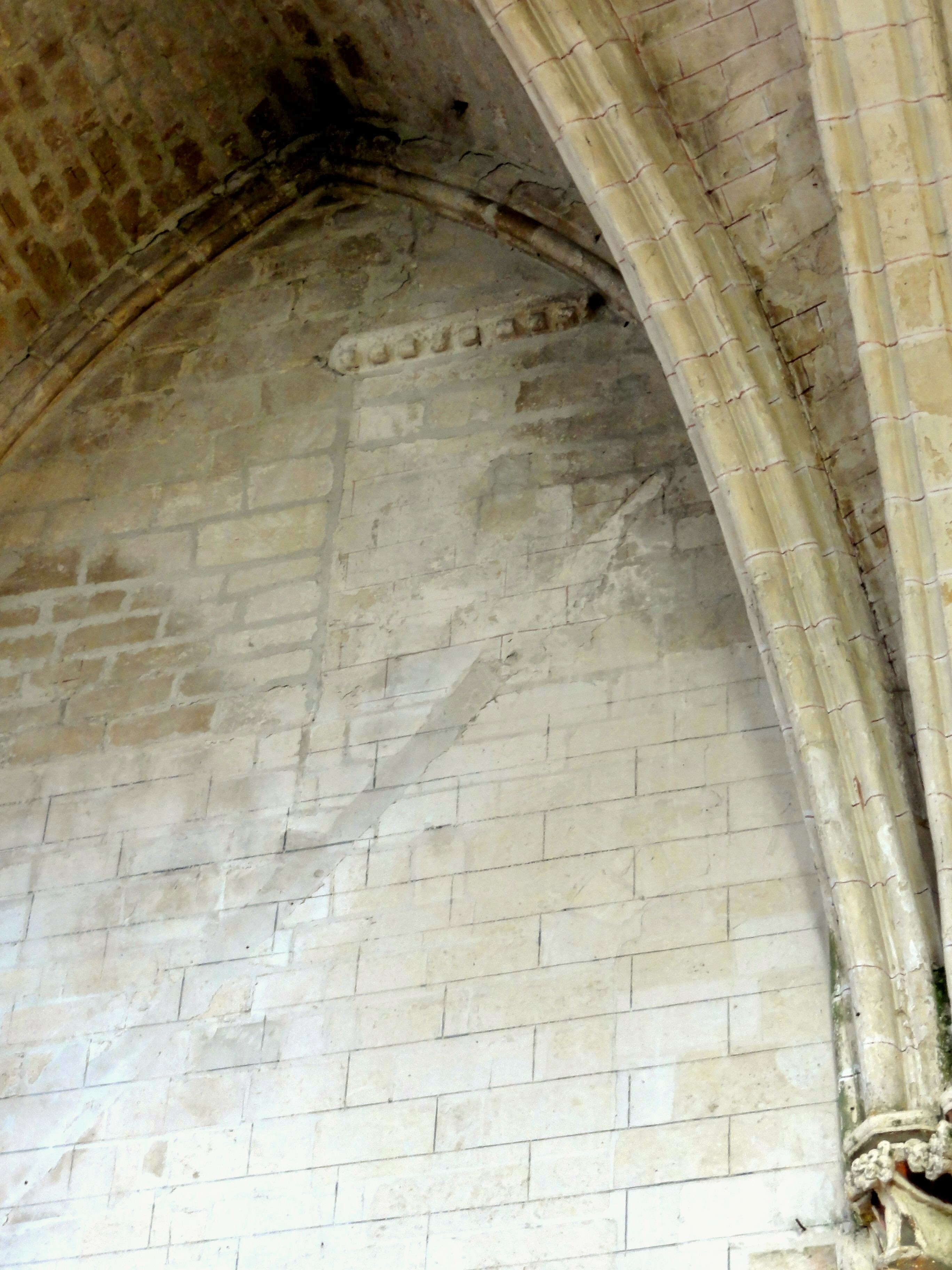
Cette baie bouchée à l'est du clocher aurait desservi les combles de l'abside romane.

La construction du nouveau chœur, à une période non clairement déterminée du XIIIe siècle, nécessite la démolition du chœur et des absidioles romans. Au XIIIe siècle également, l'arcade entre la croisée et le croisillon sud est refaite. À la fin du même siècle, le croisillon sud est prolongé vers le sud par une petite chapelle. Le remplage de l'unique fenêtre, côté sud, est toutefois datable du XIVe siècle. L'église possède dans l'ensemble au moins trois chapelles, comme l'on peut le conclure des trois chapellenies attestées : celles de Saint-Michel, de Notre-Dame-de-Pitié et de Saint-Pierre. Il est à présent impossible de déterminer sous quel vocable est placée la chapelle du sud. L'une des deux autres chapelles doit correspondre au croisillon nord du transept, isolé du chœur. En 1537, le siège de la mairie royale est transféré à Brenouille. La première chapellenie est dissoute en 1619 ; les deux autres sont à leur tour réunies à la cure en 1644 par décision de l'évêque et sur la demande du curé, qui a besoin de leurs revenus pour faire des travaux. Ces revenus sont assez modestes. — Rien n'est connu sur le destin de la paroisse et de l'église sous la Révolution française, tout juste le nom du curé de lors est-il connu : François-Antoine Boulanger, en poste depuis 1764. Le village appartient alors au marquisat de Liancourt.

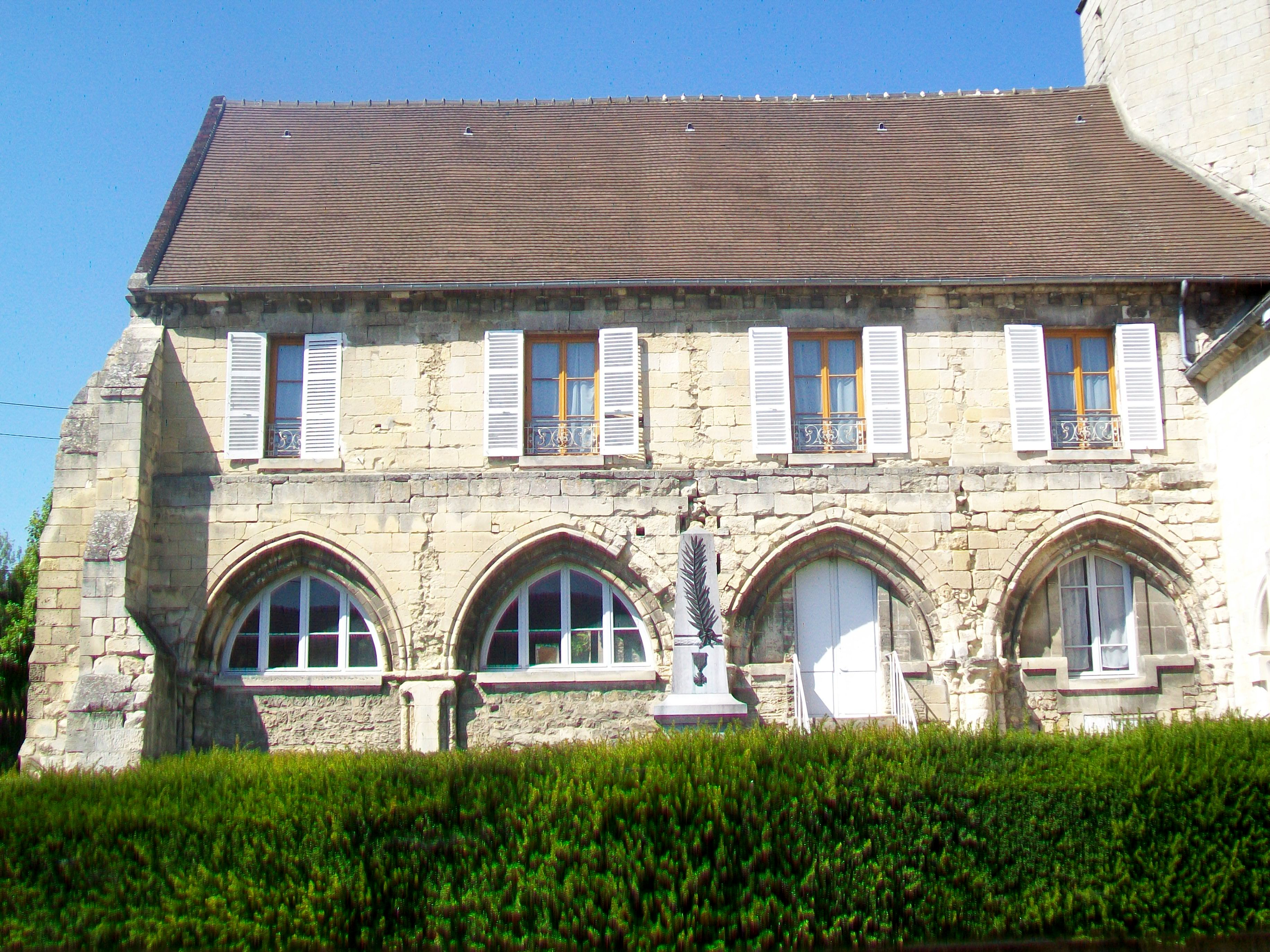
L'ancienne nef.

L'église ne connaît que des remaniements mineurs entre le XIVe siècle et le début du XIXe siècle, quand ses parties occidentales se trouvent en mauvais état. Une suite de décisions est prise, qui visent à une réduction progressive de l'église, plus qu'à sa restauration. En 1815, les bas-côtés de la nef, qui ne sont par ailleurs ni voûtés ni même dallés, menacent ruine et sont démolis, sans être remplacés. Les grandes arcades sont bouchées et la nef continue de servir pendant une quarantaine d'années encore, mais son état se dégrade, et en 1857, la commune décide de l'abandonner. Elle n'est pas encore officiellement désaffectée au culte, mais un mur est construit sous l'arcade occidentale de la croisée du transept, et l'autel est déplacé devant le mur septentrional du chœur. Si la commune n'a pas pu se résoudre de faire réparer la nef, elle procède au moins au redallage du chœur en la même année. En 1862, le conseil municipal décide d'aménager l'école dans l'ancienne nef, mais elle appartient toujours au diocèse. Le 16 janvier de l'année suivante, l'évêque de Beauvais, Joseph-Armand Gignoux, émet toutefois un avis favorable à son aliénation. Sa récompense est le titre de « bienfaiteur de la commune » décerné à l'occasion. Les travaux de transformation en école se font encore attendre pendant quatre années, jusqu'en 1867. Trois ans plus tard, l'autre moitié de la nef est quant à elle transformée en mairie, et l'étage (car un plafond intermédiaire a été construit) accueille le logement de l'instituteur. La solidité du clocher pose encore souci : sa flèche en pierre est abattue en 1872 et remplacée par un toit recouvert d'ardoise. L'on ne peut s'empêcher de voir un parallèle des destins avec l'église Saint-Martin de Cinqueux distante de trois kilomètres environ, et qui a également fait les frais du manque de moyens au XIXe siècle. L'église Saint-Denis est inscrite au titre des monuments historiques par arrêté du 26 avril 1926.

## Description

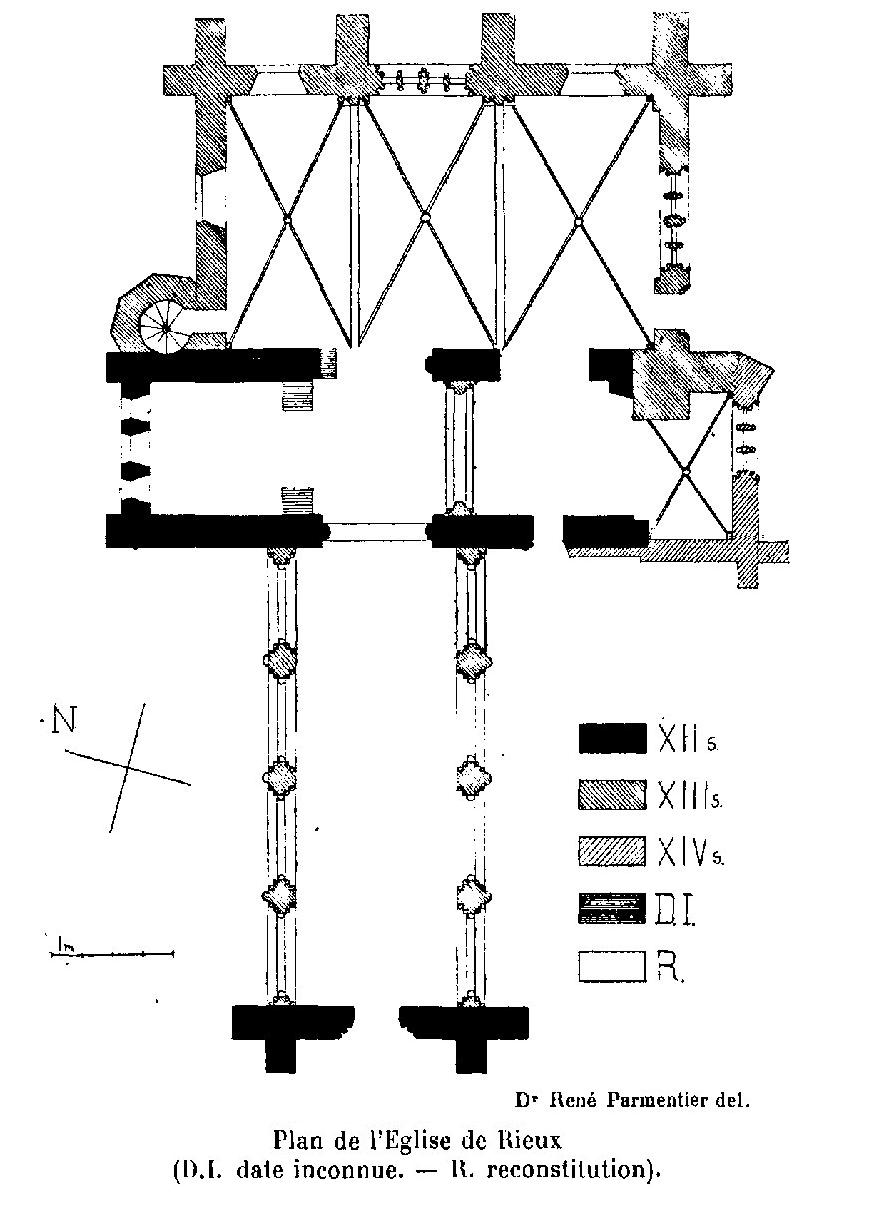
Plan de l'église.

### Aperçu général
L'église Saint-Denis n'est plus complète. Sa nef de quatre travées a été désaffectée au culte et a perdu ses bas-côtés. L'église se résume aujourd'hui à un chœur-halle de trois travées, de largeur et de hauteur identiques, et à l'ancien transept, dont la croisée porte le clocher. Le chœur n'a pas été aligné sur l'axe de la nef et de la croisée du transept, et il ne communique donc qu'avec la croisée et le croisillon sud. Le croisillon nord a été transformé en chapelle. À l'angle entre le croisillon sud et le collatéral sud du chœur, une chapelle aujourd'hui servant de sacristie a été ajoutée, ne faisant que légèrement saillie devant la façade méridionale en raison du désaxement déjà évoqué. Les trois travées du chœur sont voûtées d'ogives, et la croisée du transept et la chapelle également, alors que les croisillons sont voûtés en berceau. Le petit portail principal se situe à gauche de la façade méridionale du chœur. Un portail néoroman se situe à l'ouest du croisillon sud, dans un mur moderne remplaçant l'arcade ouvrant dans le bas-côté sud disparue. L'ancien portail occidental ne dessert, bien entendu, plus l'église mais les logements aménagés dans l'ancienne nef. Le chœur présente des pignons au sud et au nord et est donc recouvert par un toit à deux rampants : aucun pignon n'existe donc du côté du chevet. Les croisillons et la chapelle du sud sont recouverts par des toits en appentis s'appuyant contre le toit du chœur. Au-dessus de la croisée du transept, se dresse le clocher octogonal aujourd'hui tronqué.

### Intérieur

#### Croisée du transept

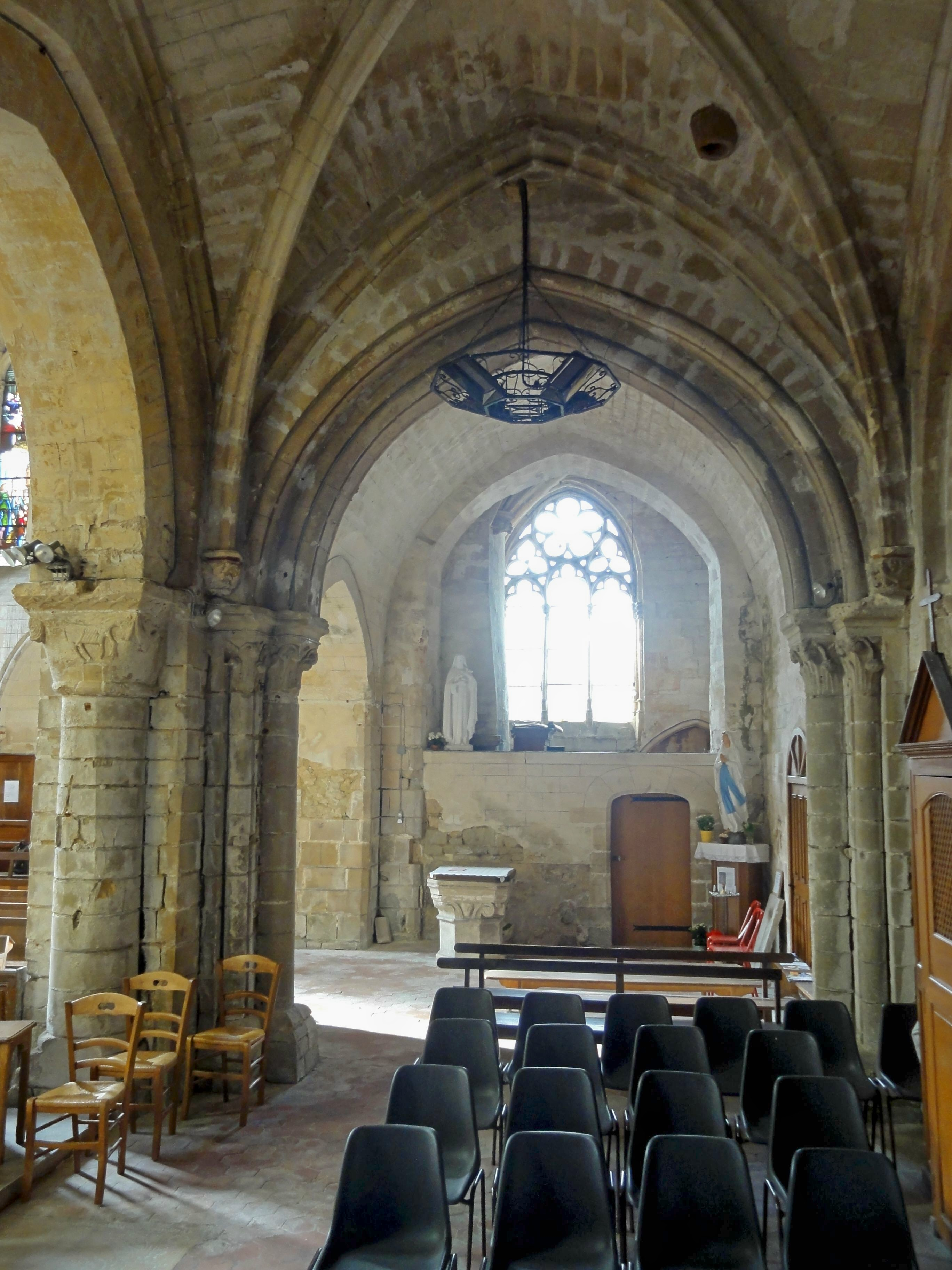
Croisée du transept.

La croisée du transept est la partie la plus ancienne de l'église, mais comporte néanmoins des éléments de quatre époques différentes. Initialement, quatre arcades en tiers-point similaires s'ouvraient dans les croisillons, la nef et l'abside. Chacune reposait sur deux gros chapiteaux. Il n'y avait pas d'autres chapiteaux, la voûte d'arêtes n'en ayant pas besoin, et les arcades simplement formées par deux rangs de claveaux et des piédroits chanfreinés n'étaient pas secondées par des doubleaux. Seulement deux de ces arcades subsistent d'origine, celle vers la nef, murée depuis 1857, et celle vers le chœur, qui retombe toutefois au nord sur un massif de maçonnerie moderne. Ne restent donc que trois chapiteaux romans, reposant sur des demi-colonnes de 55 cm de diamètre. Leurs tailloirs simplement chanfreinés sont décorés d'entrelacs, des losanges recoupés et des rectangles guillochés. Le chapiteau au sud de l'arcade orientale présente un cheval, dont les deux yeux sont placés du même côté de la tête, et la queue passe entre les jambes battre le flanc droit. De l'autre côté du même chapiteau, l'on voit un oiseau tenant entre ses pattes un poisson deux fois plus grand que lui. Un chapiteau semblable se trouve dans le déambulatoire de l'abbatiale de Morienval, et le motif existe également sur les fonts baptismaux de la chapelle Saint-Séverin de Merlemont. D'après Eugène Müller, ces chapiteaux qu'il qualifie de sauvages sont simplement l'œuvre d'un débutant, et il serait vain d'en chercher une interprétation : le symbolisme ne serait pas partout, et le sculpteur de l'époque aurait pris plus d'initiative que le maçon d'aujourd'hui. — Le chapiteau à gauche de l'arcade occidentale montre une tête d'angle, et celui à droite de la même arcade des volutes d'angle ; l'on ne s'est pas gêné pour obstruer la moitié de ces chapiteaux par le mur condamnant la nef. Dans les années 1840, Eugène Woillez a relevé les bases des colonnes ; une seule parmi elles subsiste et présente deux boudins superposés. L'arcade méridionale du XIIIe siècle est secondée par des doubleaux et retombe ainsi sur deux faisceaux de trois colonnettes, aux chapiteaux de crochets d'un style très pur. Les bases ont toutes été refaites. L'arcade septentrionale est moderne, exception faite d'un vestige de tailloir à sa droite. La voûte d'ogives du XVe siècle, à formerets, atteint une hauteur de 6,27 m au niveau de sa clé de feuillages. Les ogives retombent sur des culs-de-lampe également décorés de feuillages,.

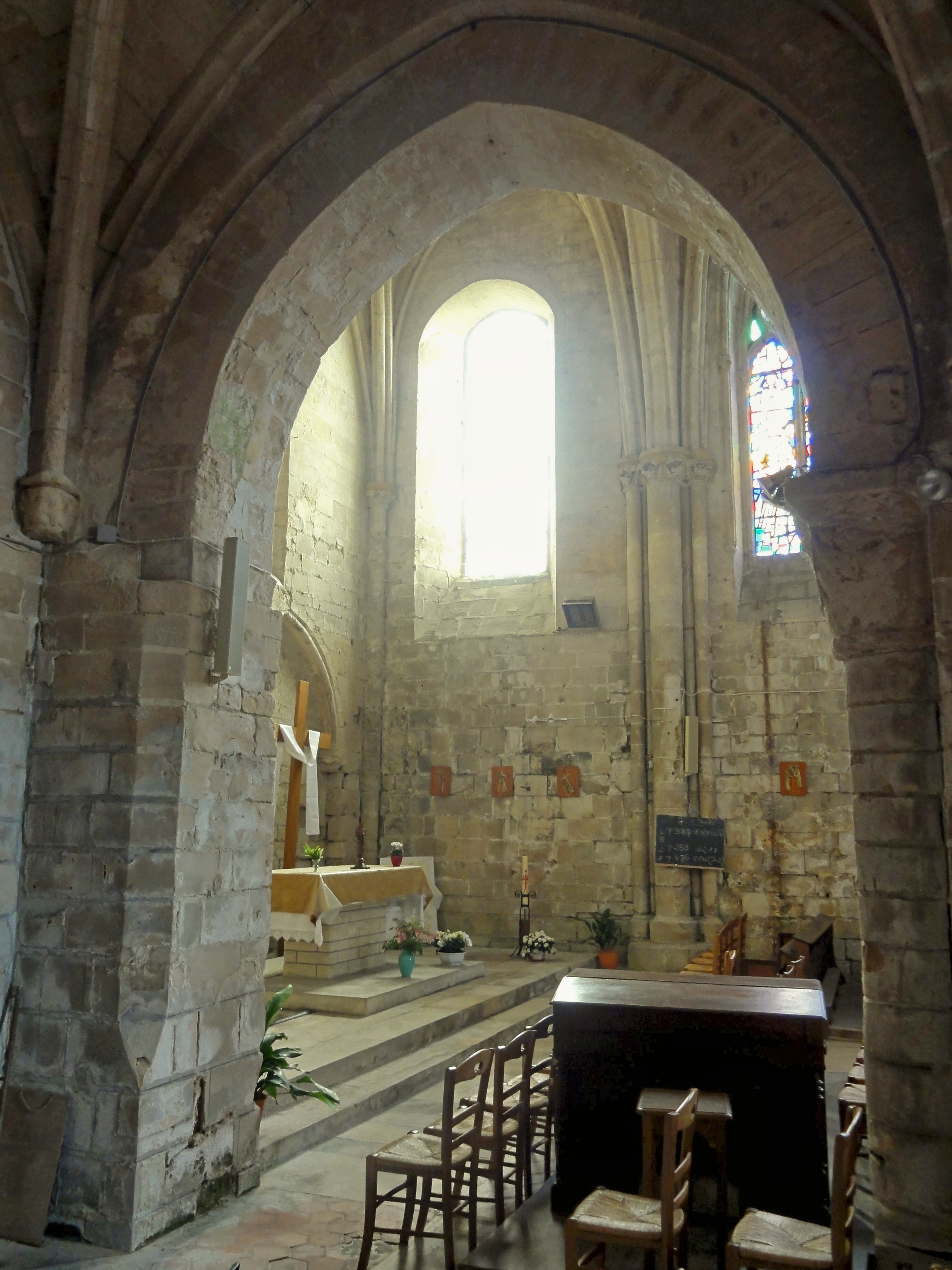
Arcade vers le chœur, s'appuyant à gauche sur un massif moderne.
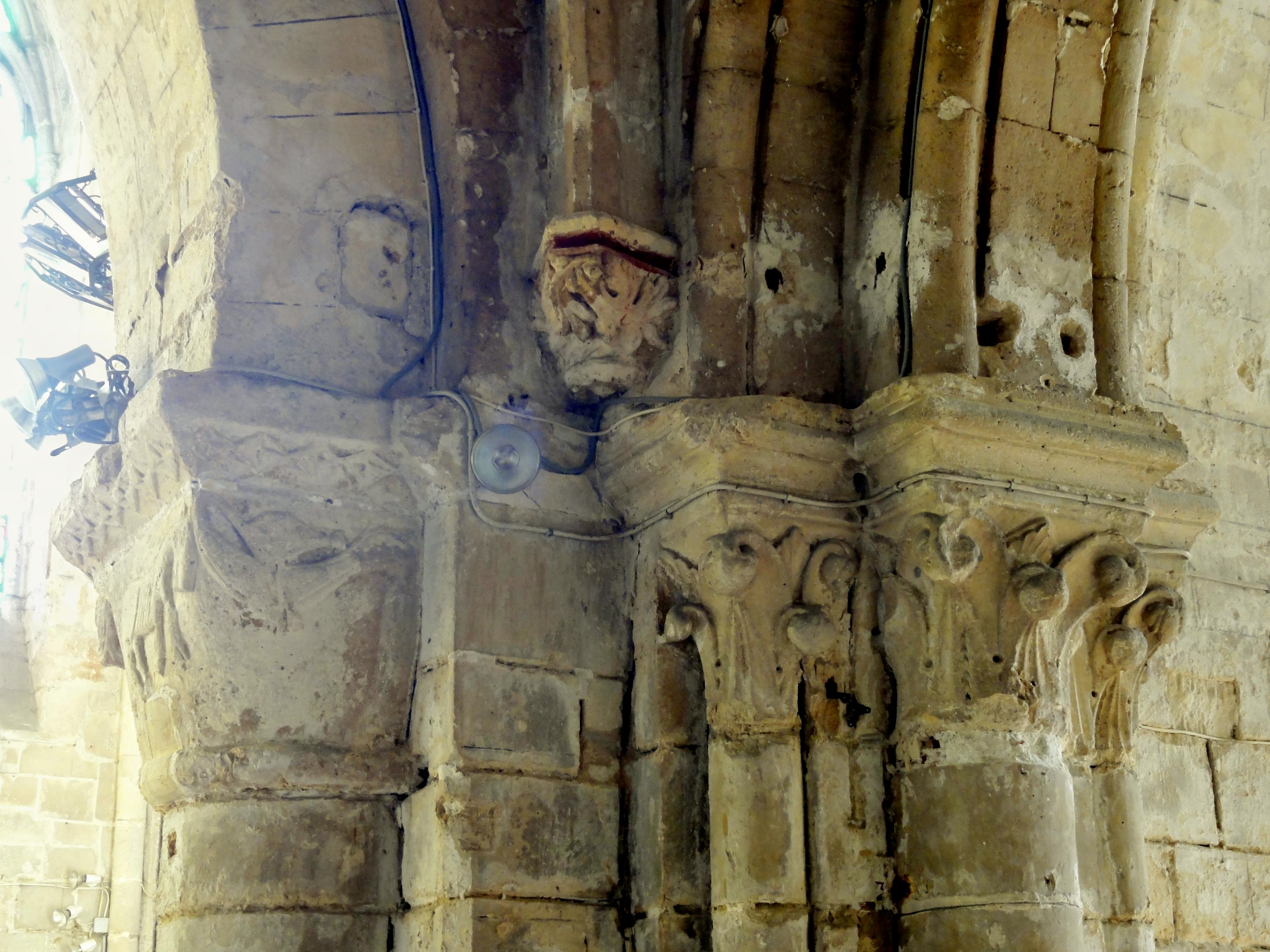
Chapiteaux roman et gothiques du pilier sud-est, et cul-de-lampe du XVe s.
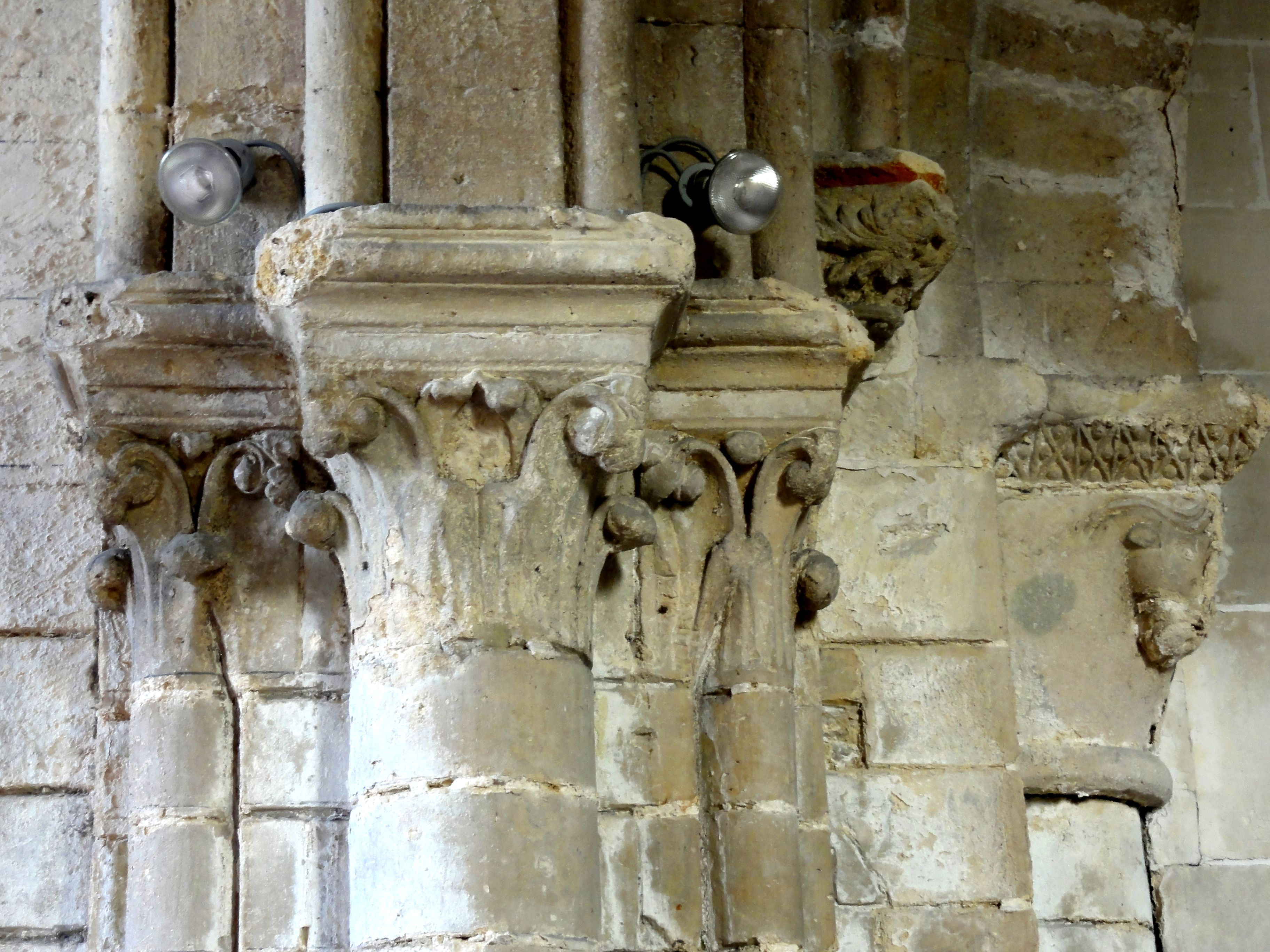
Chapiteaux gothiques et romans du pilier sud-ouest, et cul-de-lampe du XVe s.
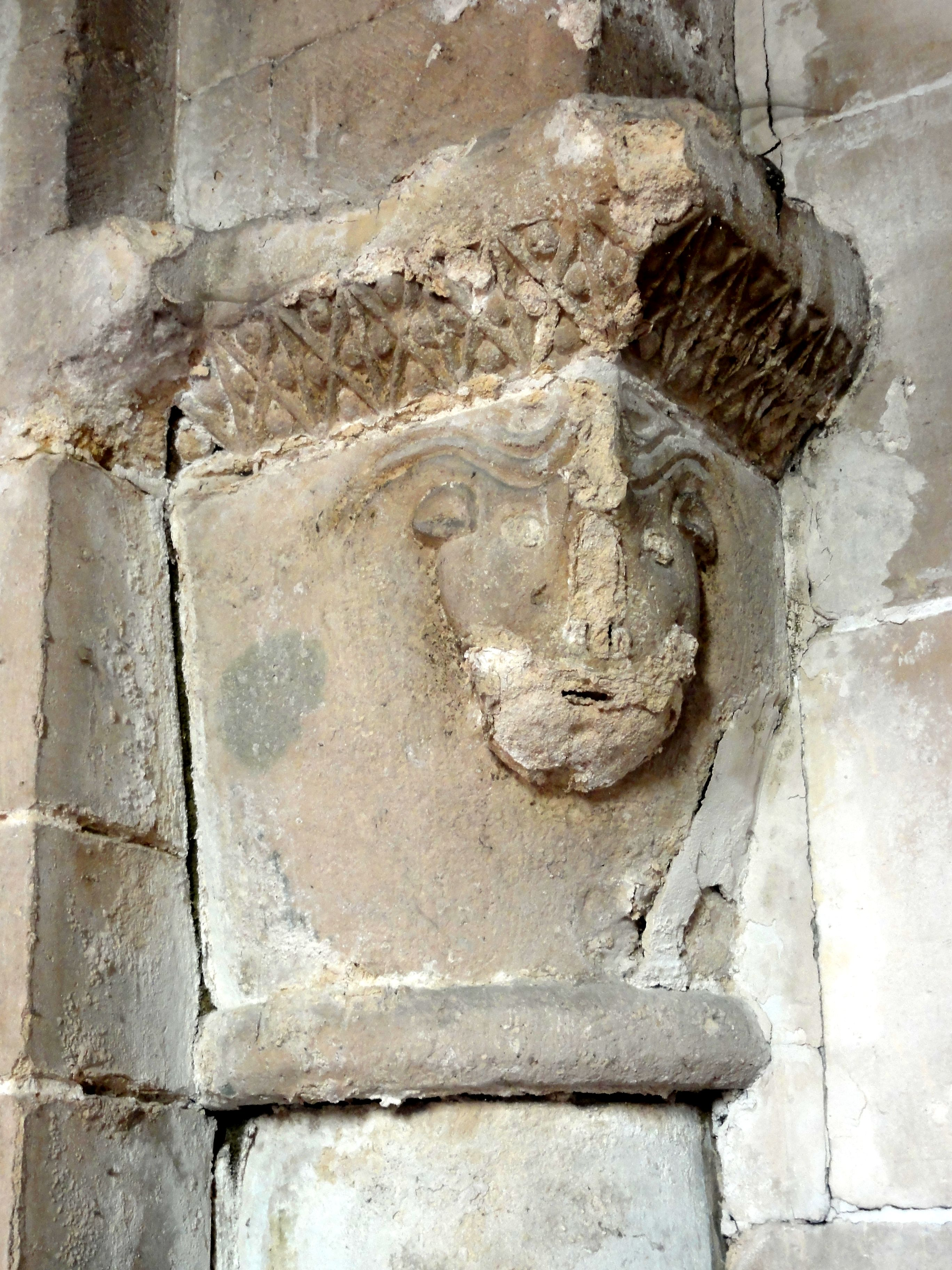
Chapiteau roman de l'arcade ouest vers la nef, avec une tête d'angle.
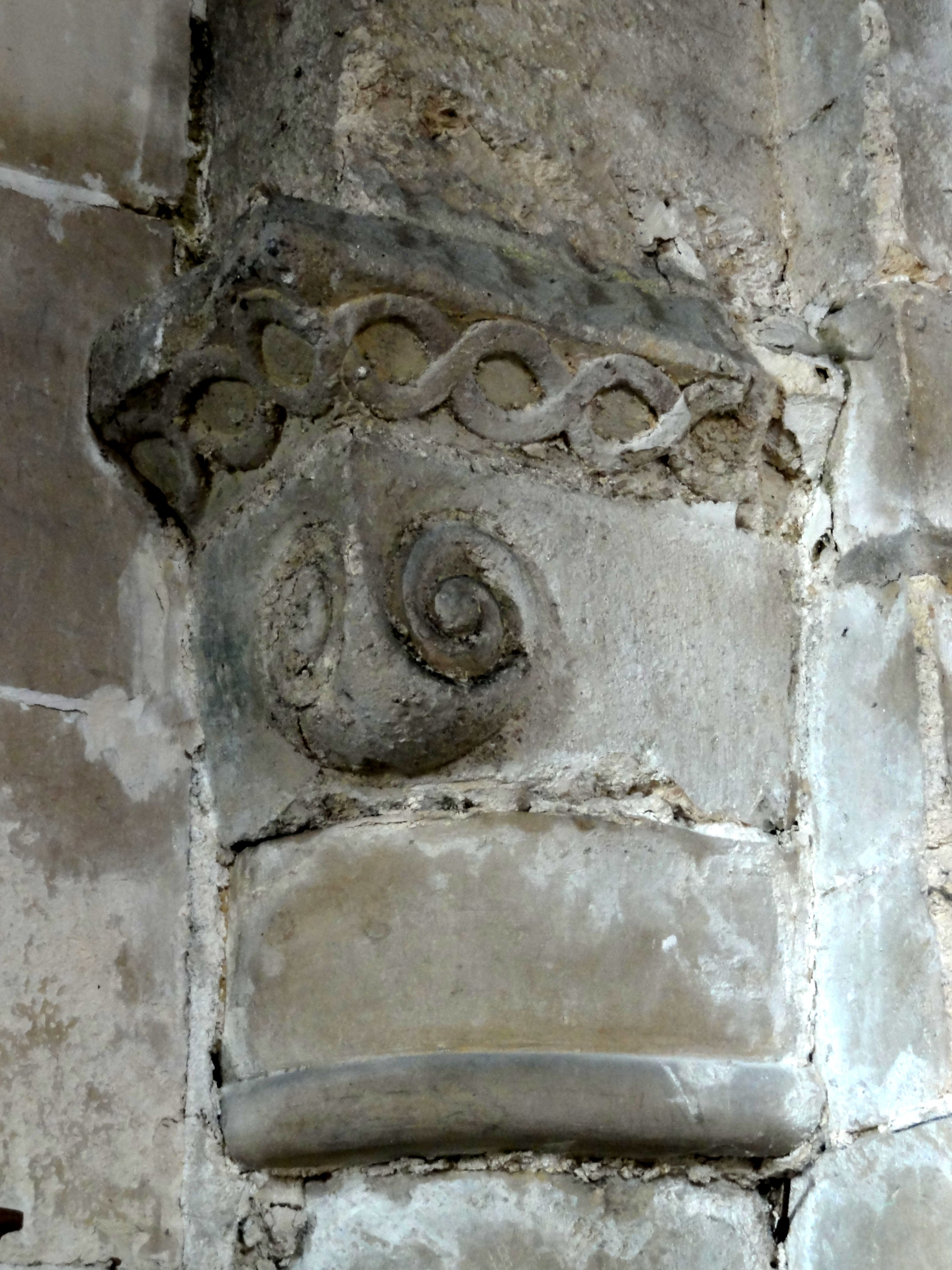
Chapiteau roman de l'arcade ouest vers la nef, avec des volutes d'angle.
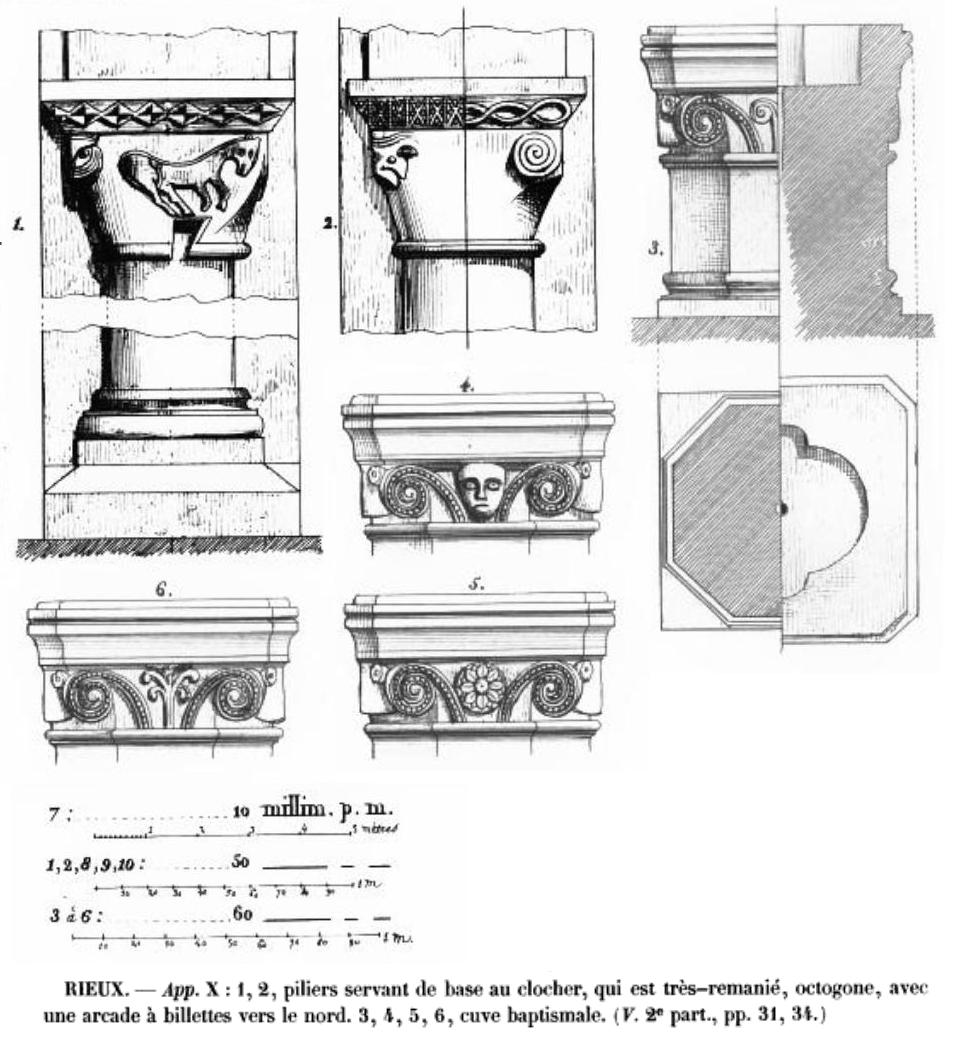
Chapiteaux romans (n° 1-2) et fonts baptismaux, par Eugène Woillez.

#### Croisillons et chapelle

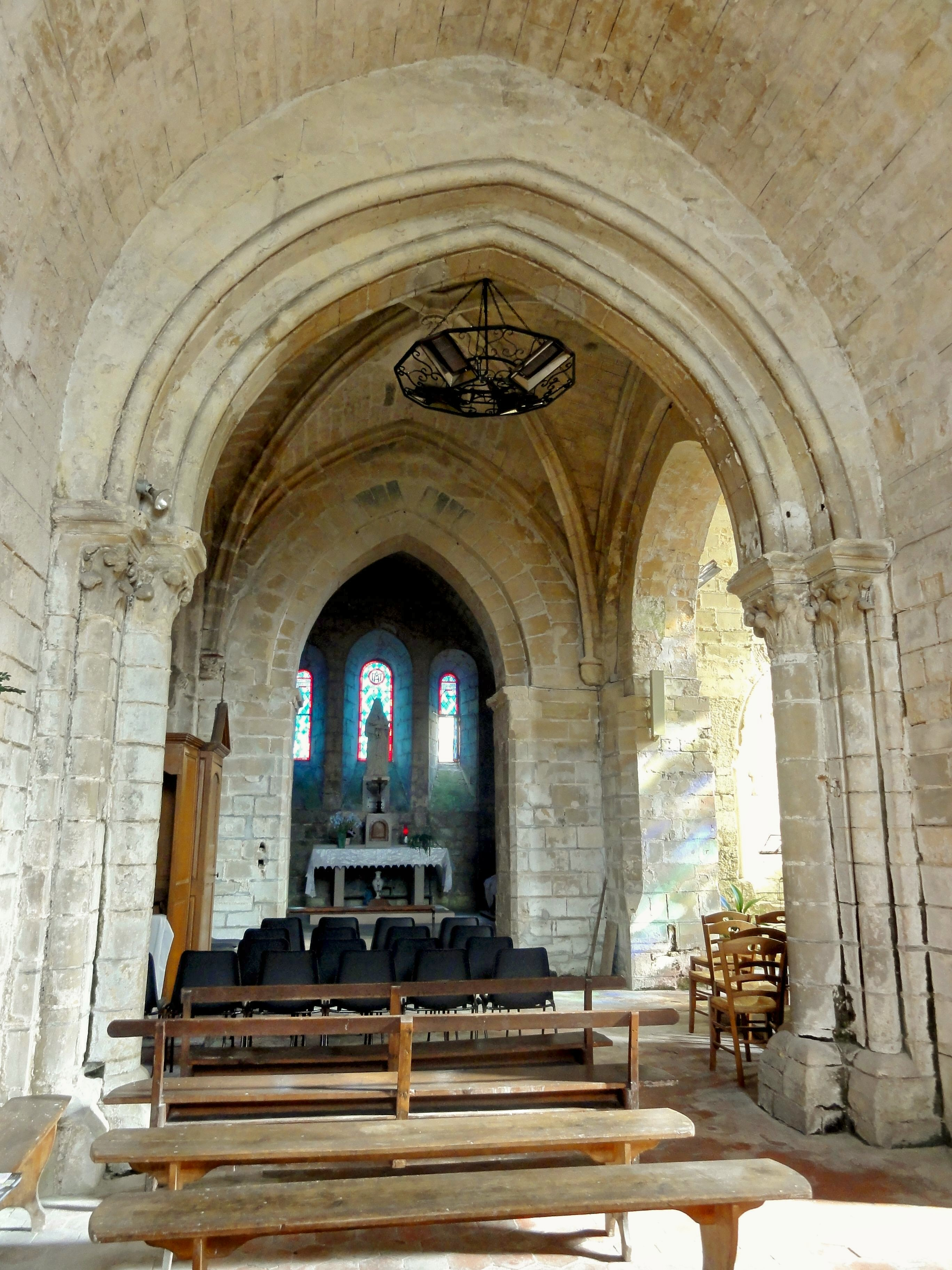
Transept, vue sud-nord.

Les croisillons conservent leurs voûtes en berceau d'origine, du premier tiers du XIIe siècle, ce qui est assez rare. Ces voûtes sont établies en continuité avec les murs latéraux, sans la moindre rupture dans l'appareil, ce qui est une autre particularité que l'on peut également observer dans l'église voisine Saint-Pierre et Saint-Paul de Labruyère (non inscrite ni classée). L'extrémité nord de ce croisillon est percée d'un triplet de trois baies plein cintre largement ébrasés ; l'ébrasement de la baie centrale est en arc brisé contrairement aux deux autres. À gauche, le mur garde les traces de l'arcade vers l'absidiole nord démolie au moment de la construction du chœur actuel. Une porte ouvre dans un court couloir reliant le croisillon au chœur, où une petite porte très basse existe à gauche du mur septentrional. Des traces d'un arc brisé sont visibles dans le couloir, pouvant provenir de l'absidiole. À droite, dans le mur occidental du croisillon, une porte plein cintre ouvrait dans l'ancien bas-côté nord, qui devait davantage s'apparenter à un couloir de dégagement. Le croisillon sud devait être identique à l'autre, mais le triplet s'est perdu lors de la suppression du mur méridional afin d'ouvrir une arcade dans la chapelle de la fin du XIIIe siècle. L'espace intérieur de cette chapelle est encombré par la présence de deux contreforts : à gauche, celui très volumineux de l'angle sud-ouest chœur, et à droite, le contrefort roman à deux ressauts du mur méridional du transept, qui a curieusement été maintenu, alors que le mur qu'il devait épauler a été abattu. La voûte d'ogives retombe sur les chapiteaux de colonnettes dans les angles près du mur méridional, et sur des culs-de-lampe décorés de feuillages au nord, sur les deux contreforts. Les parties basses des murs extérieurs de la chapelle sont décorées d'arcatures plaquées en tiers-point. La fenêtre possède un remplage de trois lancettes à têtes tréflées, surmontées par trois trèfles et une rosace à cinq festons. Un mur cloisonne la chapelle, servant de sacristie, et empêche de voir les arcatures aveugles et les fresques polychromes d'un grand intérêt qui ornent les parties basses des murs. Elles illustrent des scènes de la vie de sainte Catherine d'Alexandrie, au sud, et de saint Jean-Baptiste à l'est. La peinture sur le mur occidental n'a pu être identifiée. Un décor géométrique de losanges jaunes et bruns complètent l'ensemble.

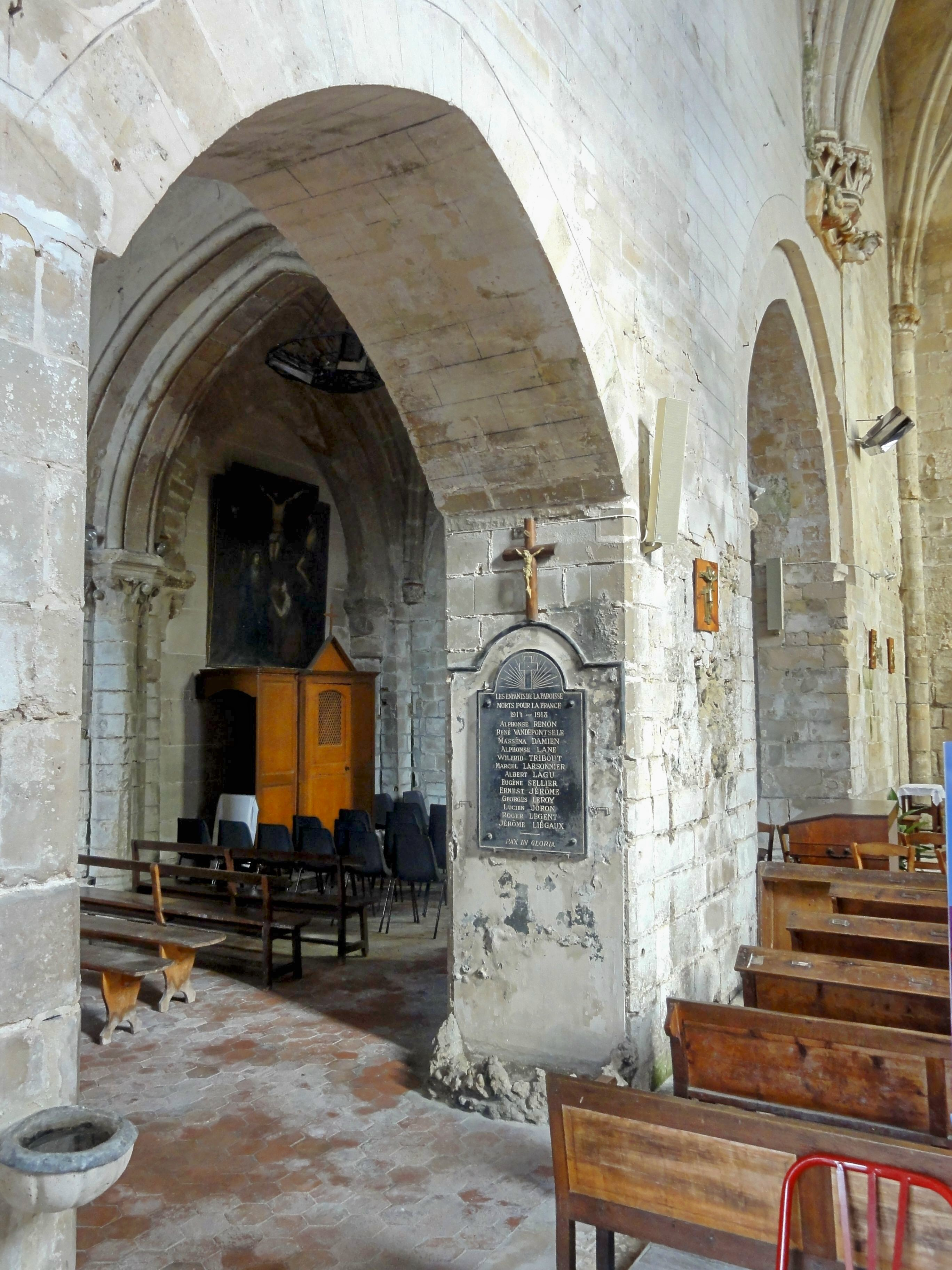
Arcades vers le transept.
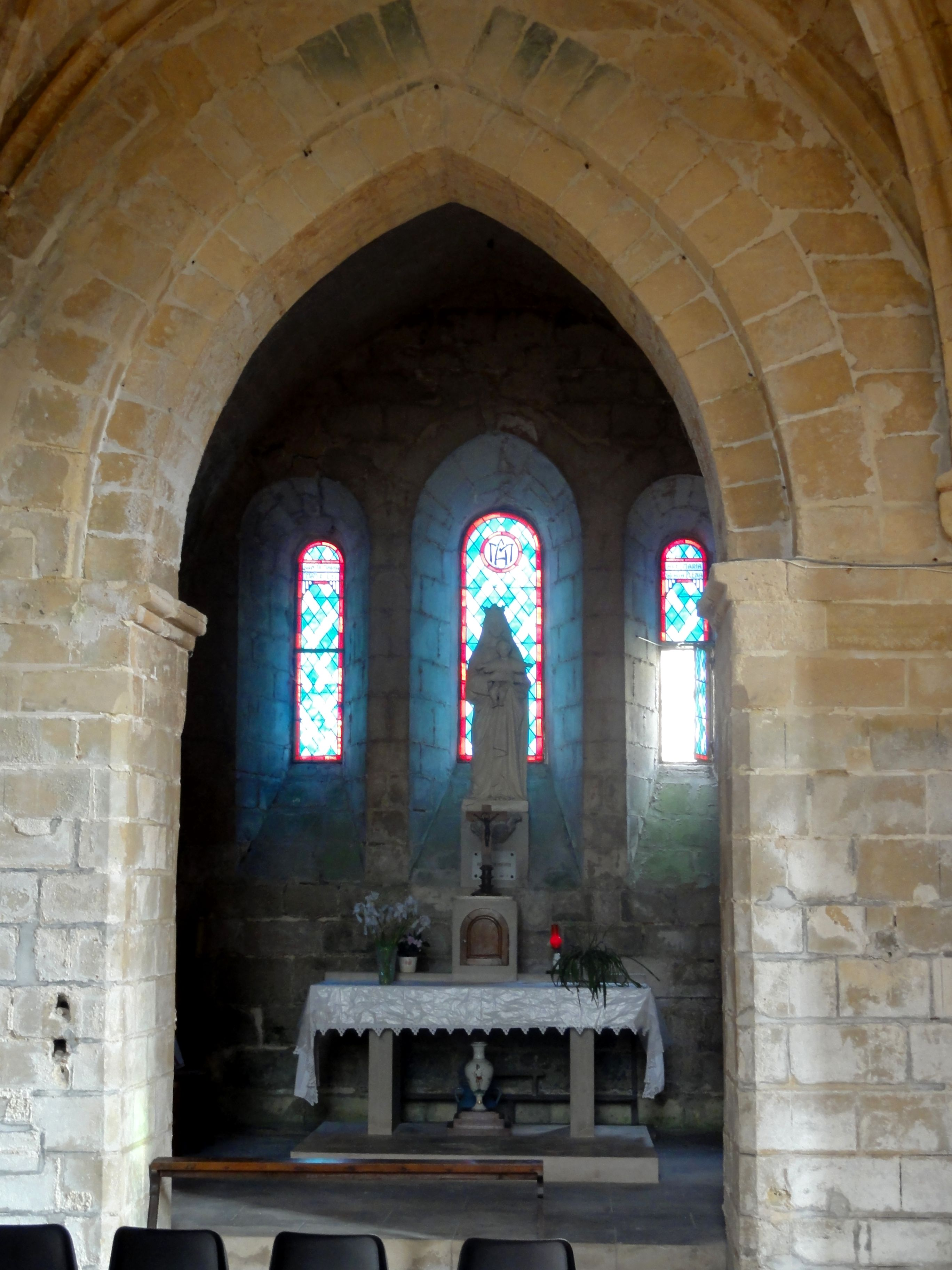
Vue dans le croisillon nord.
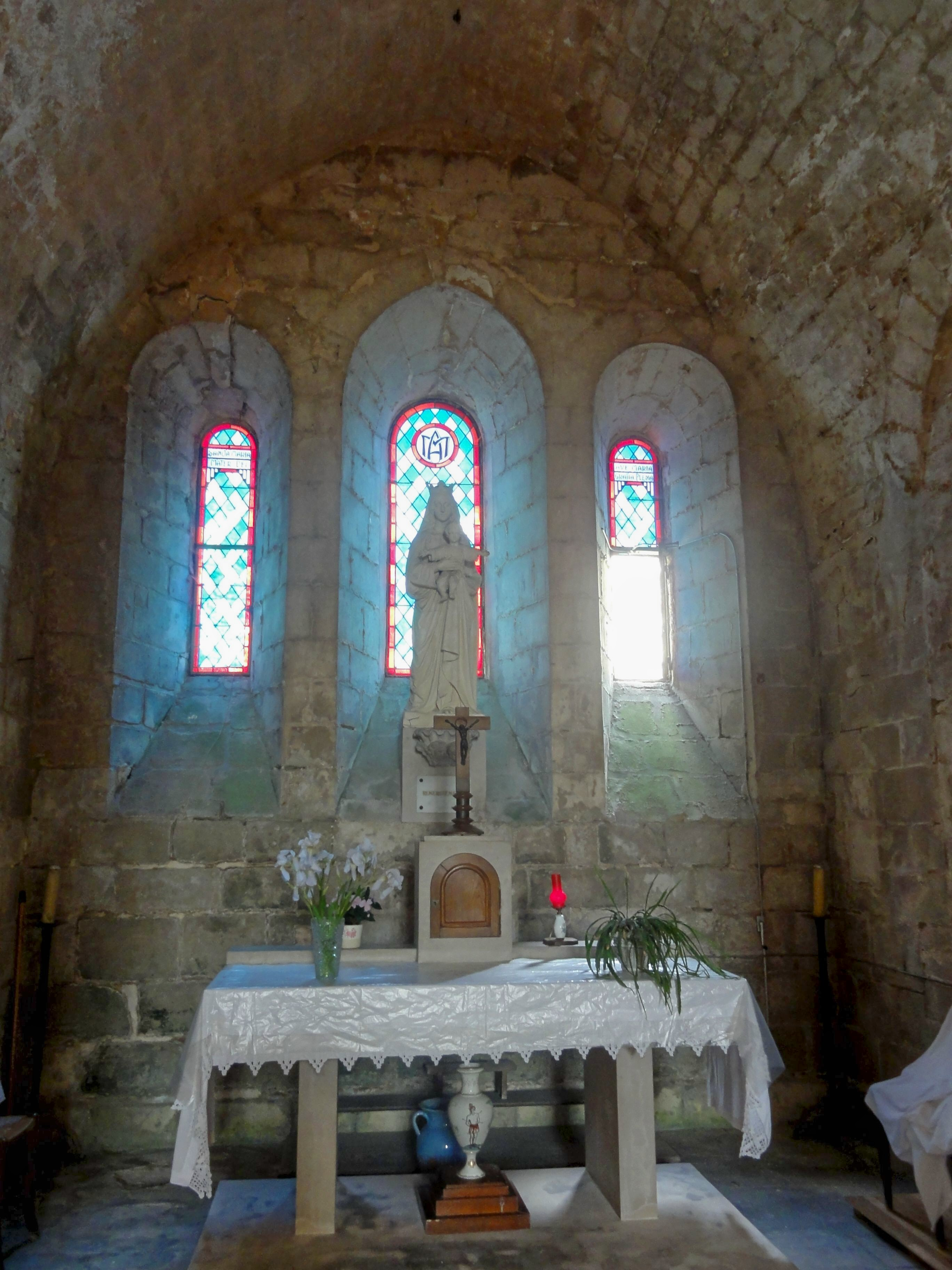
Croisillon nord.
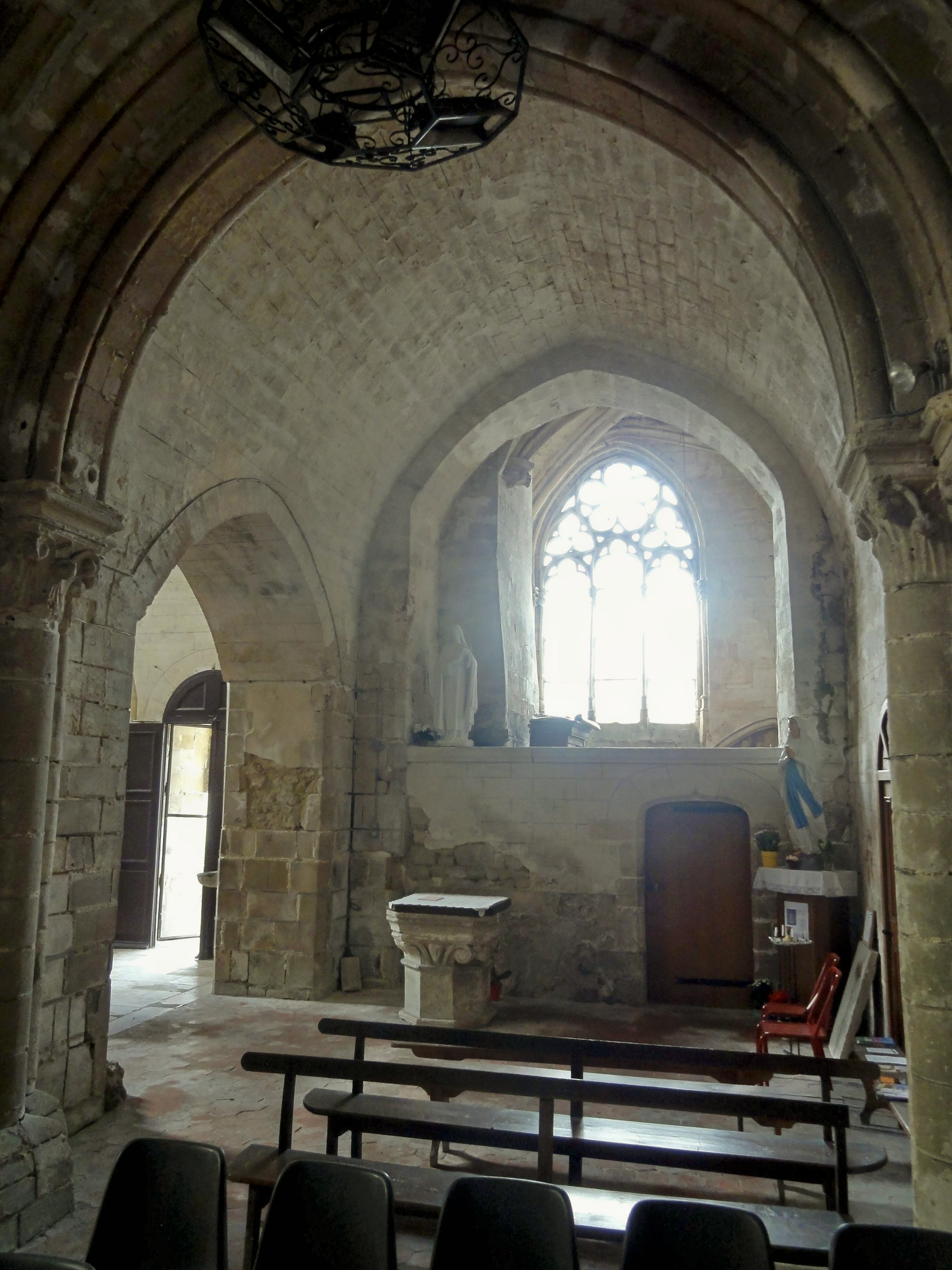
Vue dans le croisillon sud.
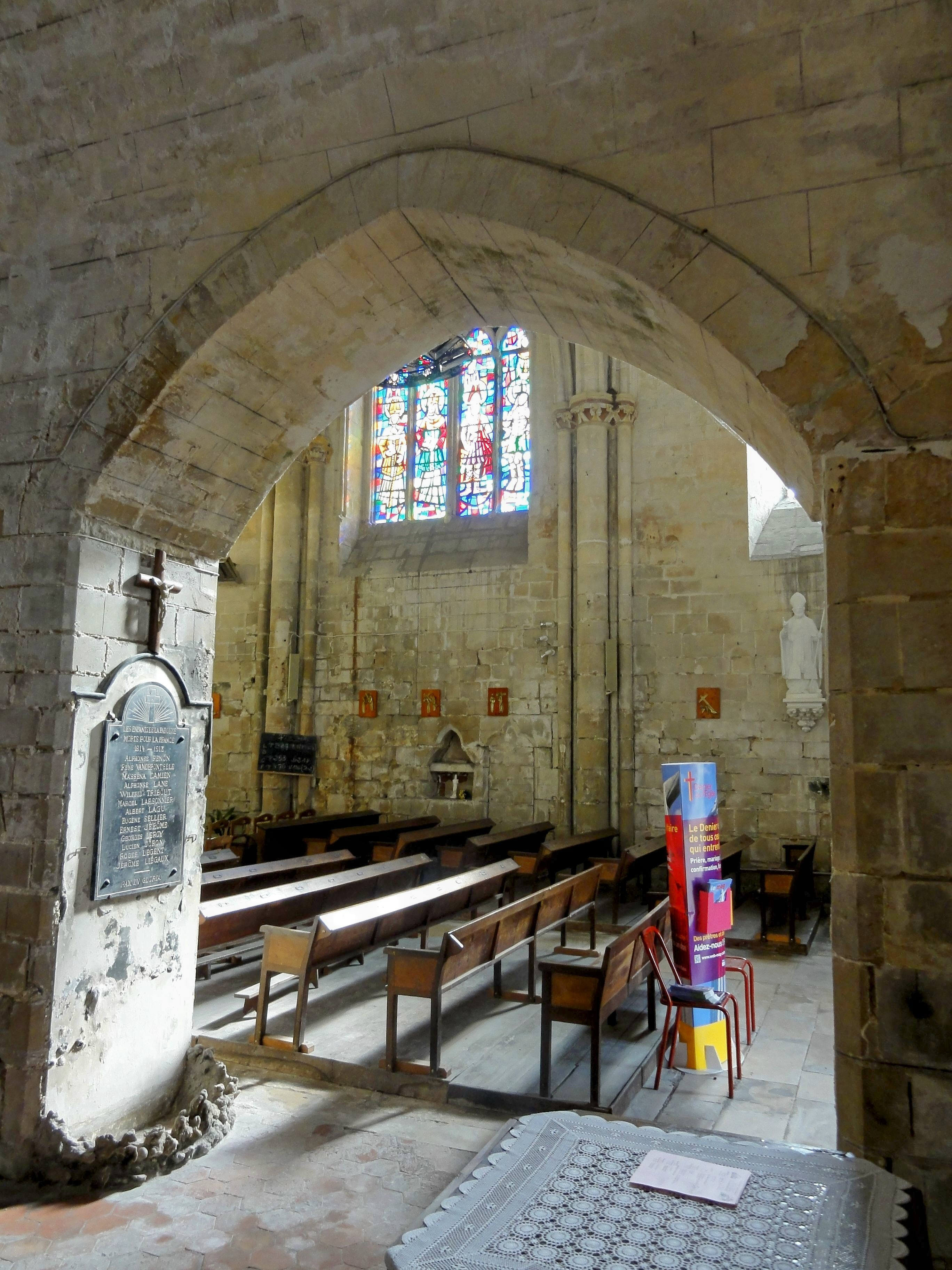
Arcade vers le chœur.
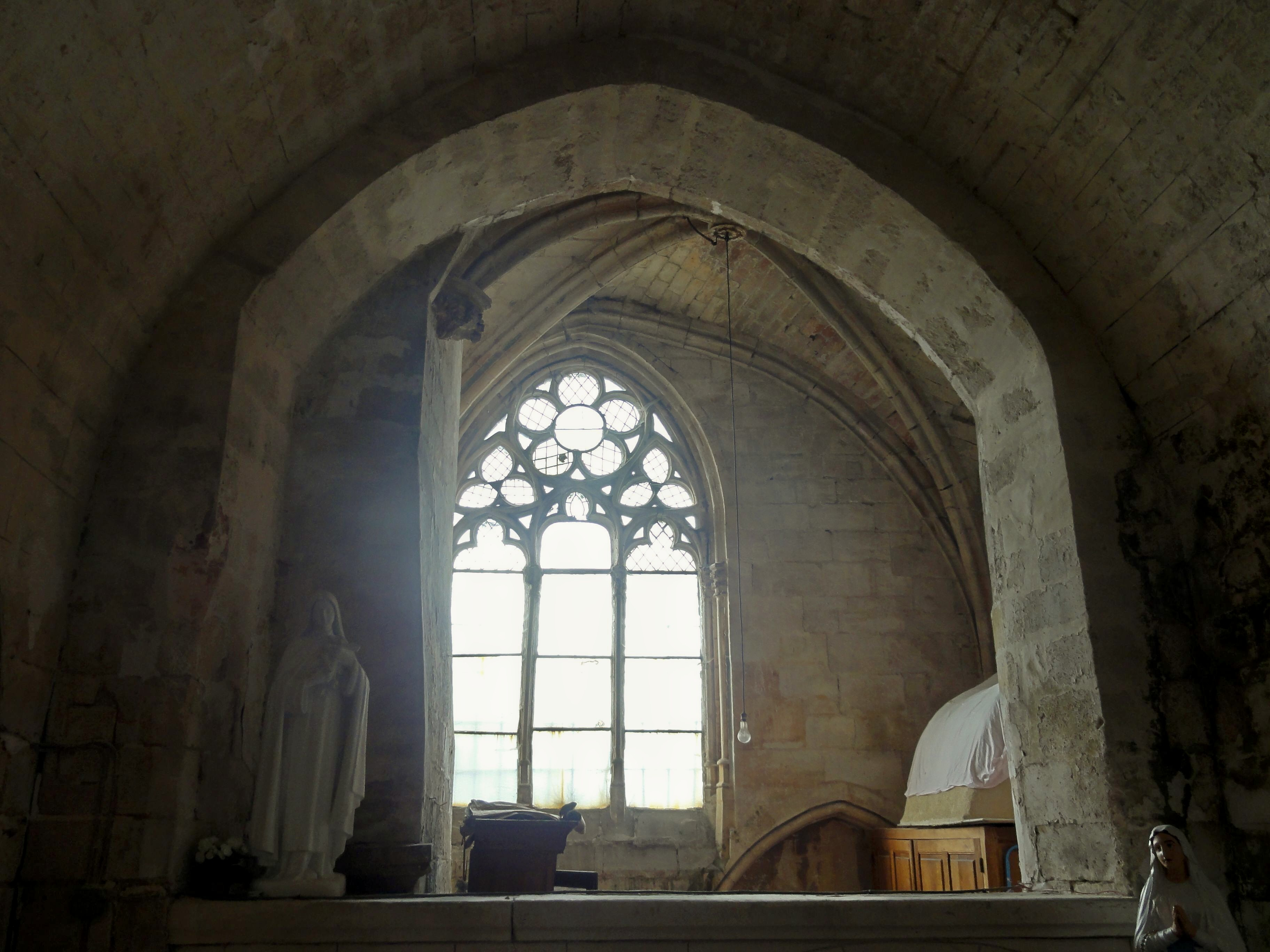
Ancienne chapelle au sud.

#### Nef et bas-côtés

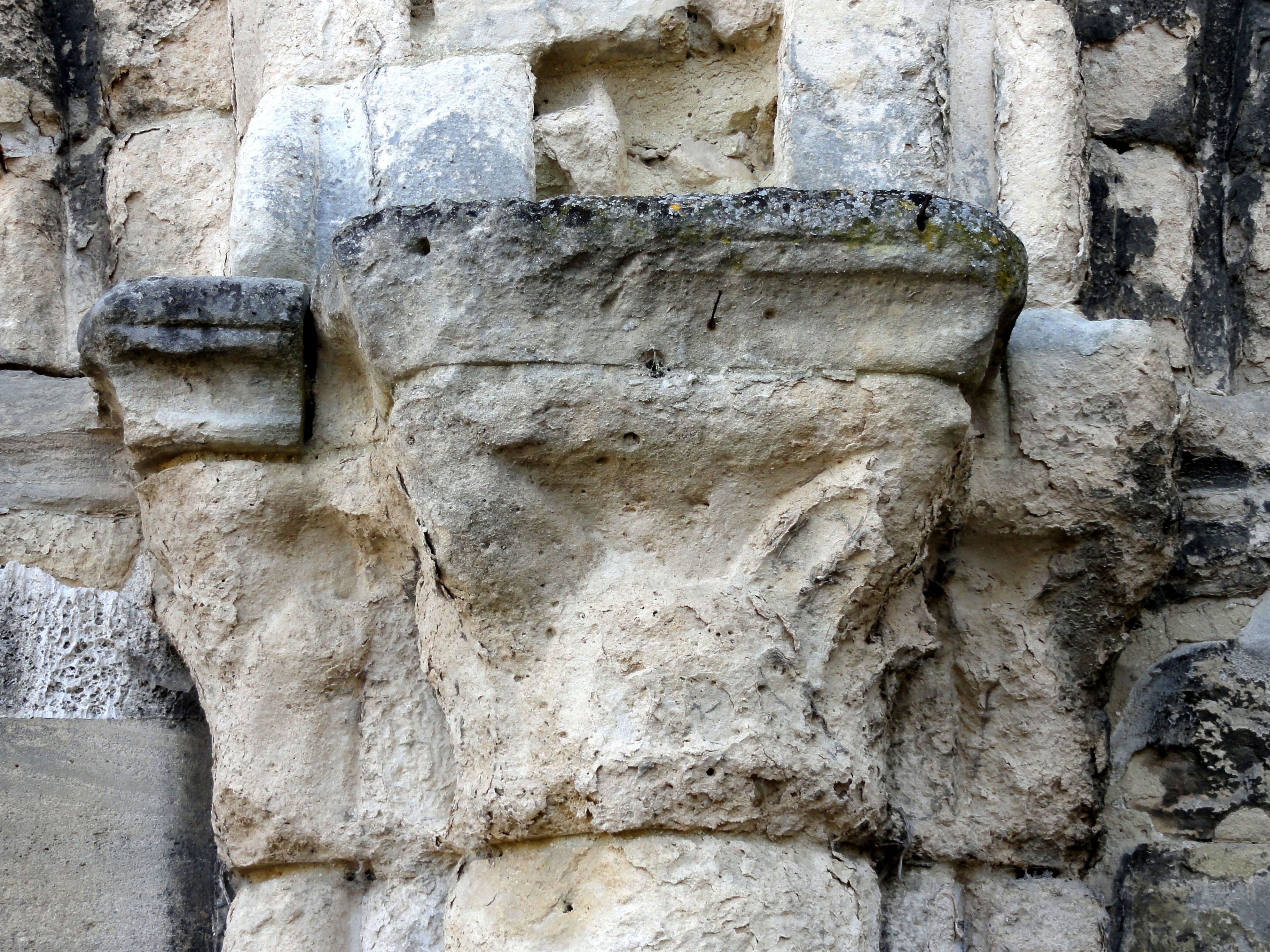
Chapiteaux du bas-côté sud.

La nef n'a jamais été voûtée, mais simplement plafonnée, et ne contient donc pas le moindre chapiteau. Les murs gouttereaux gardent les traces de trois petites fenêtres en plein cintre, largement ébrasées à l'intérieur, et alignées au-dessus des piliers intermédiaires des quatre grandes arcades. Ces fenêtres permettent une datation du début du XIIe siècle, et la corniche à tablette et modillons non sculptés qui termine les murs confirme cette datation. Sous les combles du toit, l'on peut voir une baie dans le mur occidental du clocher, comme il en existe du côté du chœur ; elles servaient à permettre l'accès aux combles. Au-dessus de la baie, un arrachement montre que le toit initial de la nef était plus bas. Quant aux grandes arcades, elles ont été refaites au XIIIe siècle et sont en arc brisé, avec des moulures toriques. René Parmentier suppose que les arcades initiales devaient être en plein cintre et reposer sur des piliers quadrangulaires non décorés, comme c'est le cas dans l'église voisine de Cinqueux. Les bas-côtés devaient être subdivisés en longueur par trois arcs diaphragme, qui reposaient sur les chapiteaux de colonnes engagées : les arrachements de ces doubleaux sont toujours bien visibles, et quelques colonnes et chapiteaux de crochets restent en place. La communication de la nef avec le chœur était mal assurée par les arcades relativement petites de la croisée, et si l'on considère en plus le désaxement du chœur par rapport à la nef, les paroissiens n'ont pas dû bien voir leur curé célébrant la messe. Comme le montre la petite porte dans le mur occidental du croisillon nord, les bas-côtés et les croisillons étaient également des espaces relativement cloisonnés.

#### Chœur

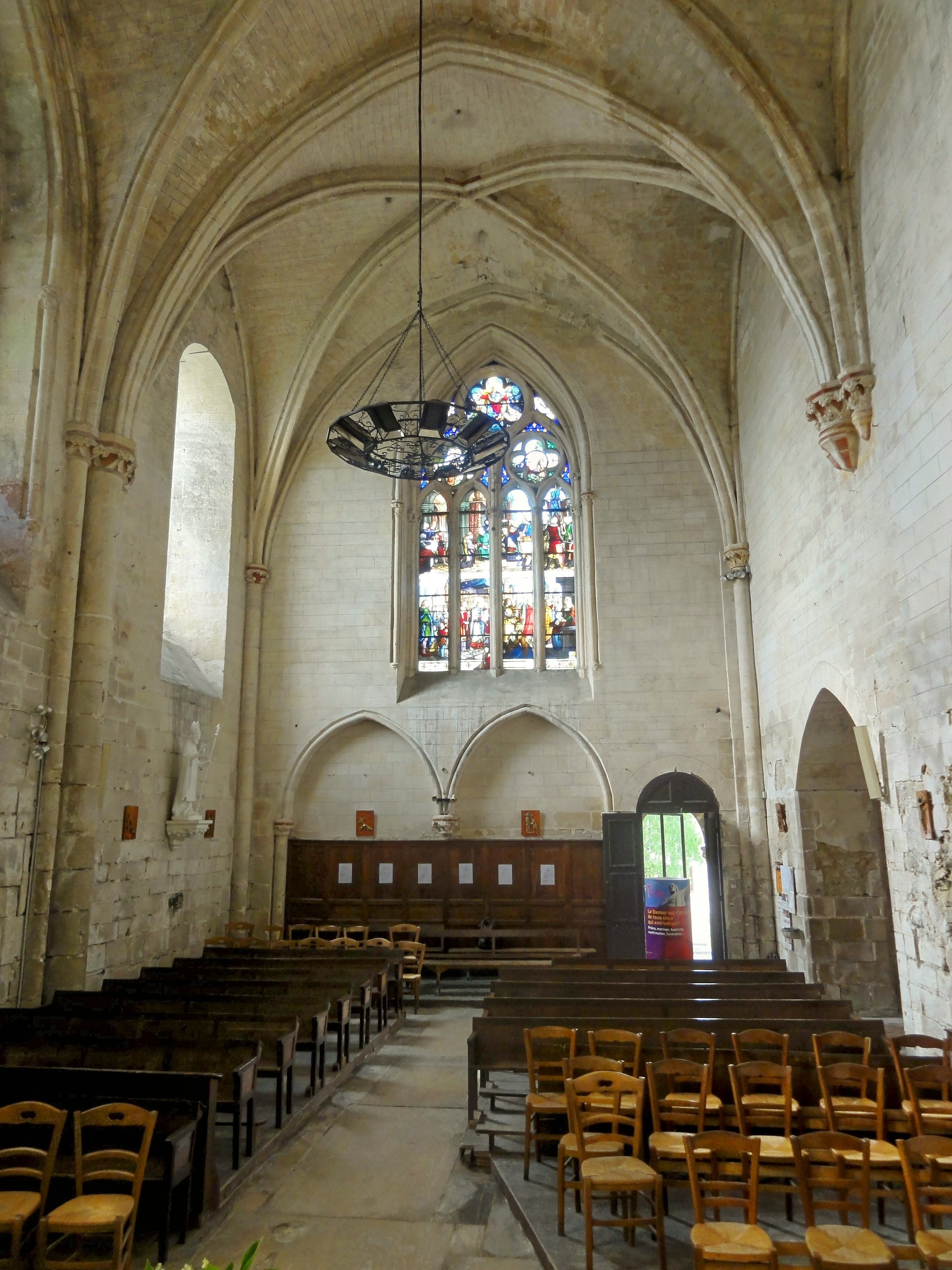
Chœur, vue nord-sud.

Le chœur forme un espace unique sans colonnes au milieu, sans distinction apparente entre le vaisseau central et les collatéraux, et par ailleurs, le colléral sud est même plus profond que les deux autres travées. Les trois voûtes d'ogives arborent des clés de feuillages. Elles possèdent des formerets et sont séparées par deux doubleaux, au profil d'un bandeau étroit entre deux boudins ronds. Le profil des ogives est d'un gros tore en amande, accompagné de deux boudins de la même forme. Les doubleaux retombent sur des colonnes le long du mur du chevet, et les ogives retombent sur des colonnettes, alors qu'aucun support n'a été réservé aux formerets. L'on obtient ainsi deux faisceaux de trois colonnes et colonnettes de part et d'autre de la fenêtre centrale, ainsi qu'une colonnette isolée dans chaque angle du chœur, alors que les chapiteaux reposent sur des culots en haut du mur occidental : en effet, l'emplacement des arcades vers le transept n'aurait pas permis de placer de colonnes ici. Les chapiteaux ont des tailloirs polygonaux, et ils sont tous décorés de feuillages recourbées en crochets, et le relief de la sculpture est mis en valeur par une décoration polychrome en jaune (pour les parties saillantes) et rouge (pour les parties en retrait). Alors que les culots de la retombée de voûte entre le collatéral sud et le vaisseau central sont simplement coniques et décorés par une alternance du jaune et du rouge, les culots entre le vaisseau central et le collatéral nord sont très particuliers. À droite, une tête grimaçante semble mélanger des éléments d'homme et de cheval. Au centre, l'on voit un grand insecte ailé, peut-être une sauterelle, mais représenté d'une façon fantaisiste avec seulement deux pattes de chaque côté. À gauche, une bêche triangulaire et une faucille accompagnent le buste d'un homme, accroupi et les bras relevés. Pour Eugène Müller, il ne fait pas de doute qu'il s'agisse des outils d'un vigneron, et que l'homme serait un vigneron : Rieux comportait des vignobles, appartenant à l'abbaye de la Victoire et au prieuré de Saint-Nicolas-d'Acy. Dans une transaction de 1239, le curé renonce aux vignes dont il contestait qu'ils appartiennent au prieuré Saint-Christophe-en-Halatte, mais son droit d'utiliser le pressoir est confirmé. Le chapiteau pourrait rappeler cet épisode,.
Le mur septentrional est éclairé par une baie à lancette simple, qui n'est pas alignée au milieu du mur, mais par contre, les deux arcatures aveugles dans son soubassement le sont. Elles retombent sur de petits chapiteaux, dont seulement ceux des extrémités sont portés par de fines colonnettes. Au chevet des deux collatéraux, les baies sont en cintre surbaissé à peine brisé et sans remplage ; pourtant, la parfaite homogénéité de l'appareil visible depuis l'extérieur fait penser qu'elles datent d'origine dans cette forme inhabituelle pour l'époque. La baie centrale du chevet est beaucoup plus intéressante et plus grande que les autres. Elle est subdivisée en deux grandes lancettes surmontées par un oculus rond dans lequel s'inscrit une rosace hexalobe. Chacune des deux lancettes est à son tour subdivisée en deux lancettes plus petites, qui sont surmontées par un oculus rond dans lequel s'inscrit un quatre-feuilles. Le tore encadrant l'ébrasement de la baie est agrémenté de petits chapiteaux, et l'on en voit également sur les deux grandes lancettes et sur le meneau central qui les sépare. En dessous de la baie, une piscine liturgique est ménagée dans l'épaisseur du mur, et à sa droite, l'on voit une niche murée qui descendait jusqu'au sol. Pour venir au mur méridional, il est ajouré par une élégante fenêtre gothique identique à celle du chevet, alignée sous le pignon contrairement à la lancette simple en face, au nord. Le soubassement comporte les mêmes arcatures aveugles, qui ne sont pas centrées sous la fenêtre cette fois-ci, ce qui est vraisemblablement motivé par l'existence du portail méridional à droite du mur (en regardant depuis l'intérieur). Il reste à souligner qu'aucune explication pour les différentes irrégularités n'est connue : désaxement du chœur par rapport à l'axe de la nef et de la croisée, un collatéral plus large que les autres vaisseaux (en regardant depuis la croisée), trois baies non alignées au milieu des murs, etc. René Parmentier ne signale pas non plus que les deux baies à remplage seraient plus récentes que la lancette simple, et en effet, leur style est parfaitement cohérent avec l'ensemble du chœur.

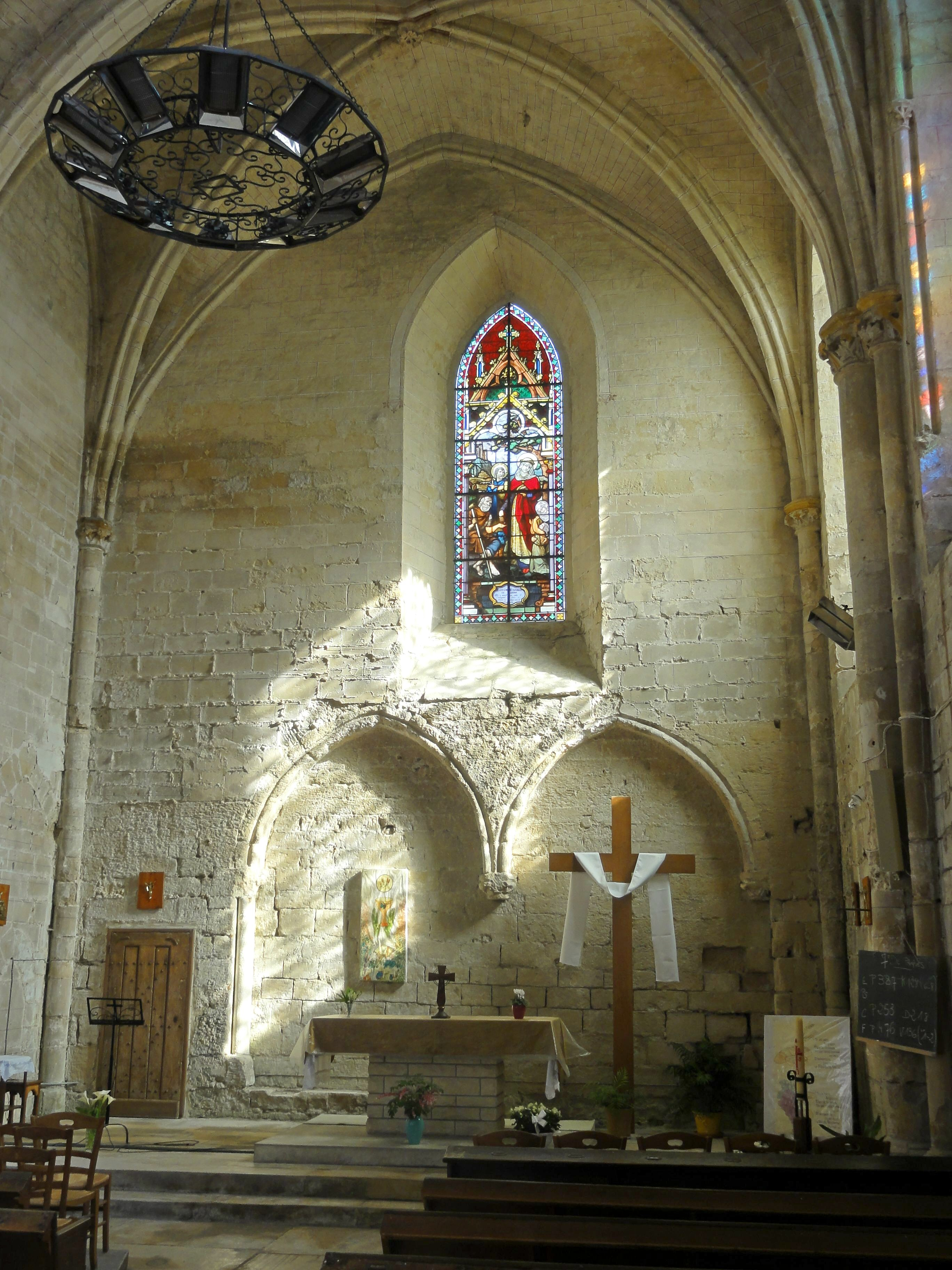
Côté nord.
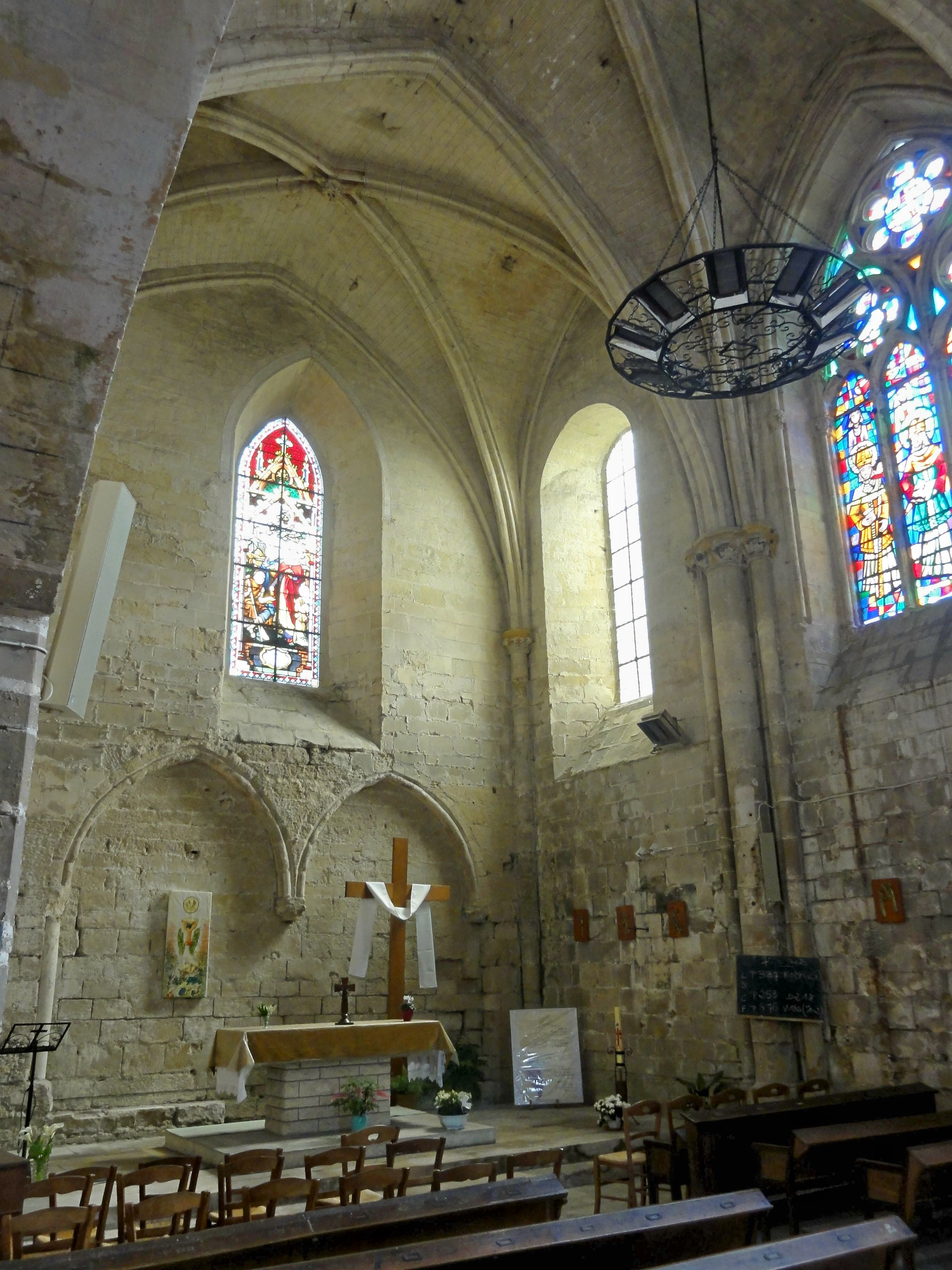
Côtés nord et est.
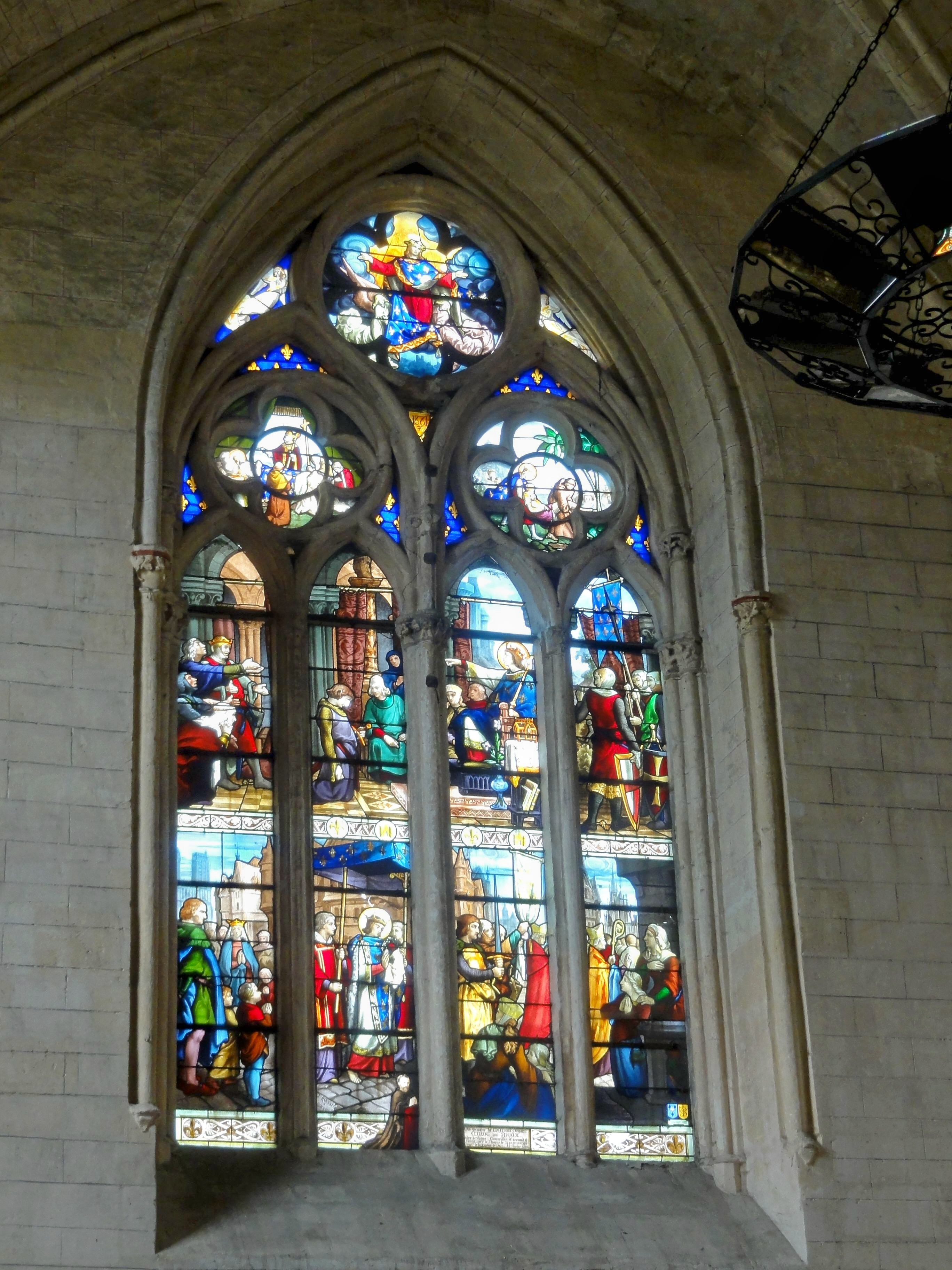
Fenêtre du chevet.
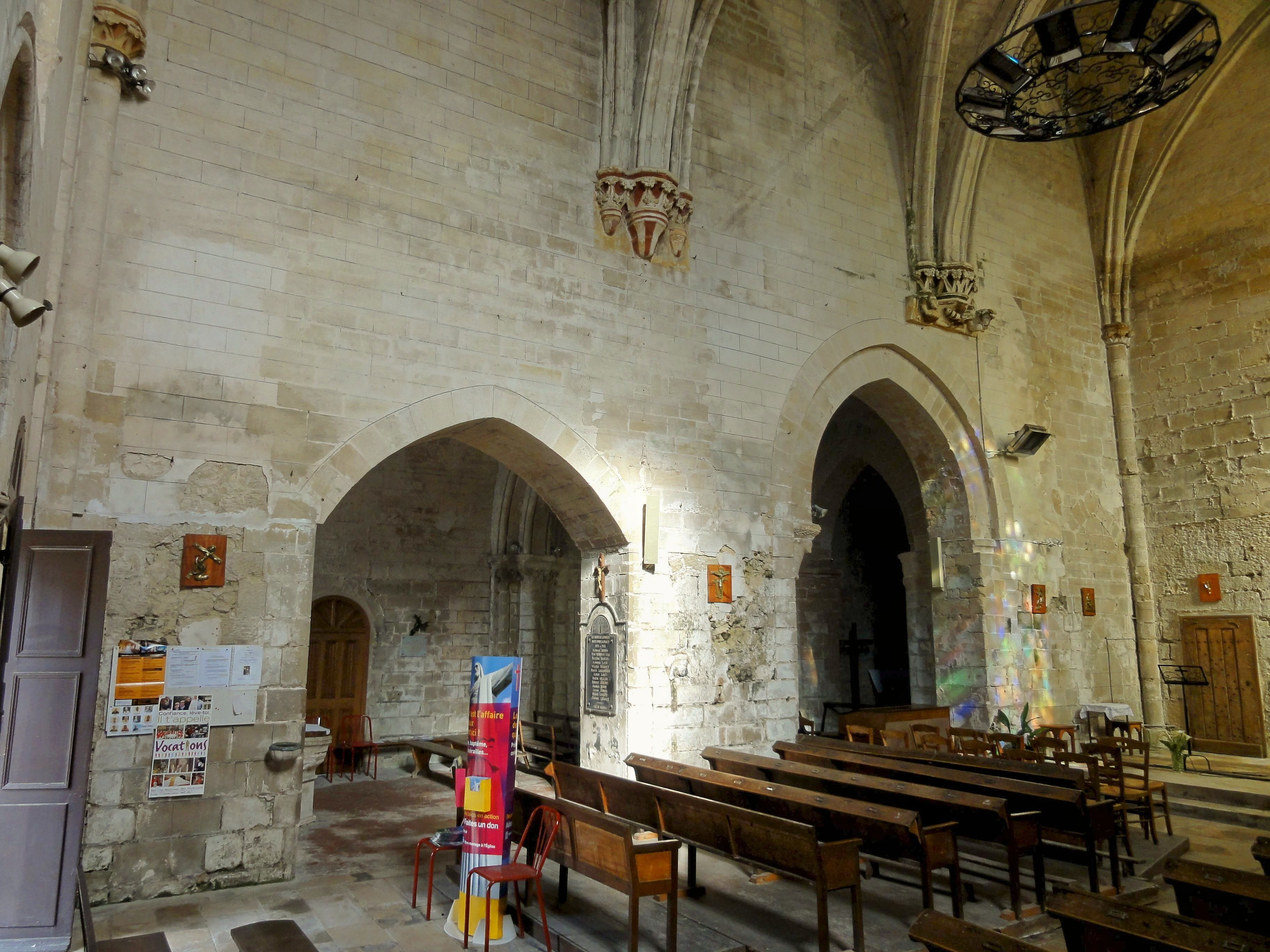
Côté ouest.
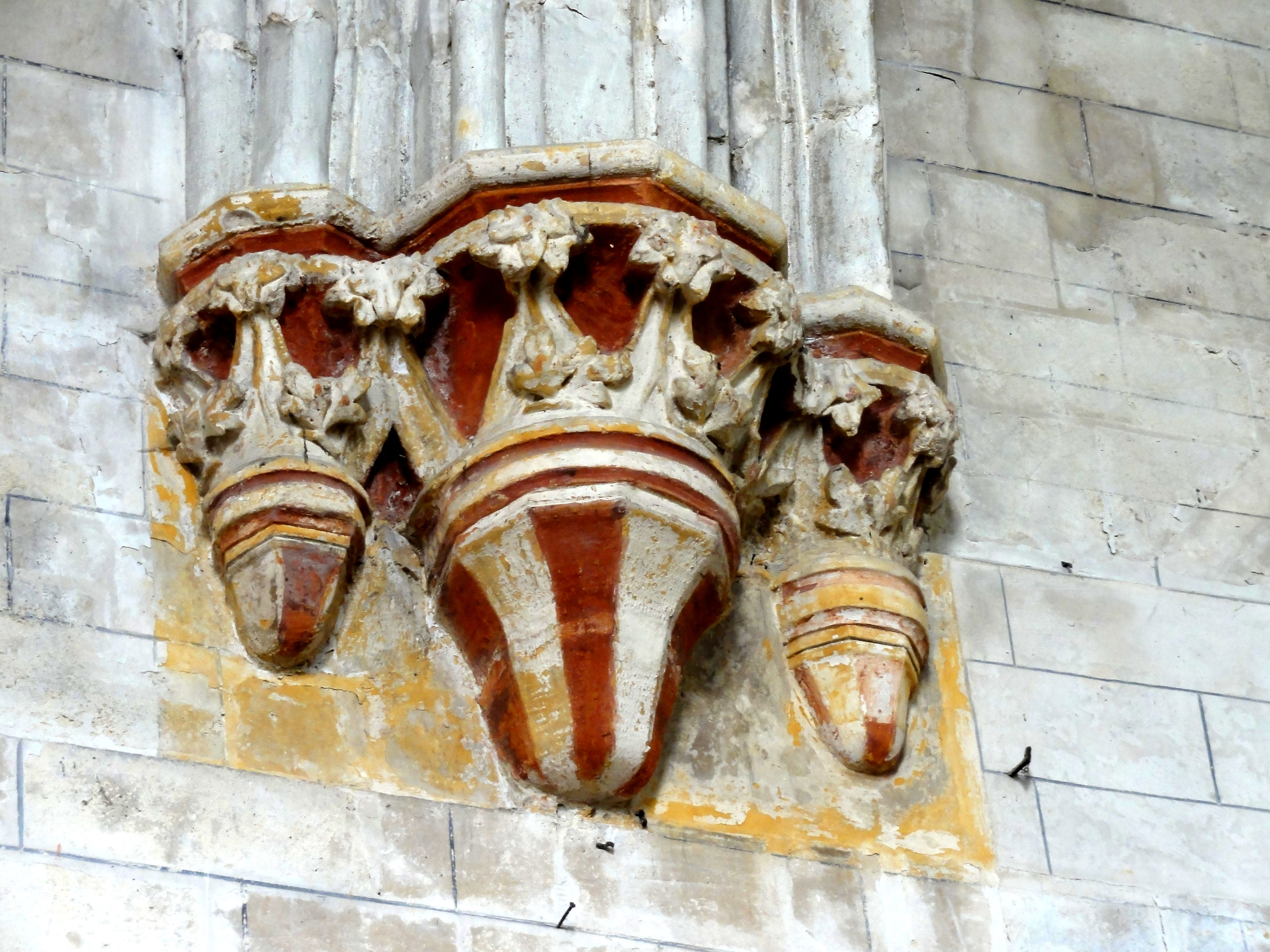
Culs-de-lampe à l'ouest.
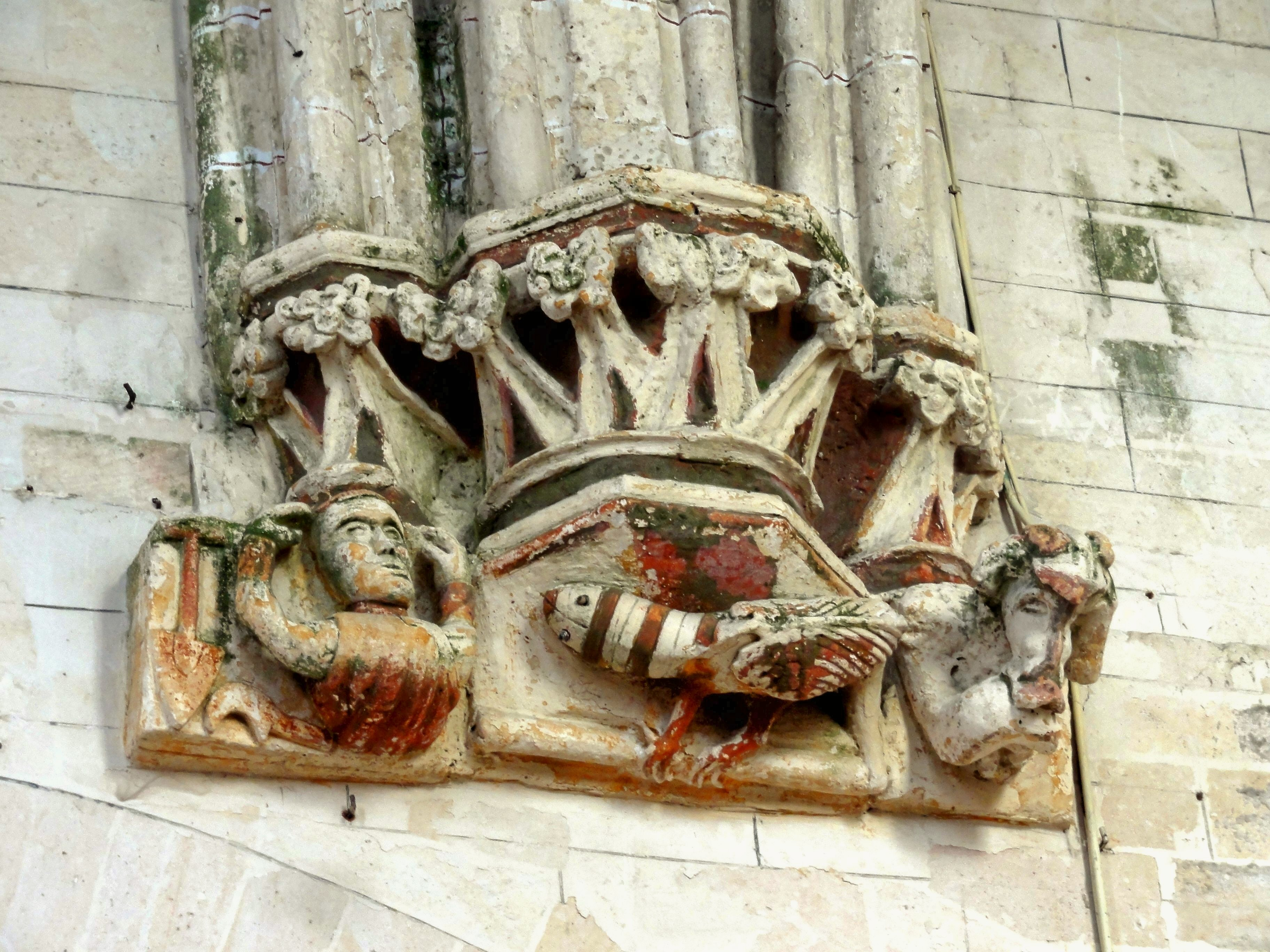
Culs-de-lampe à l'ouest.

### Extérieur

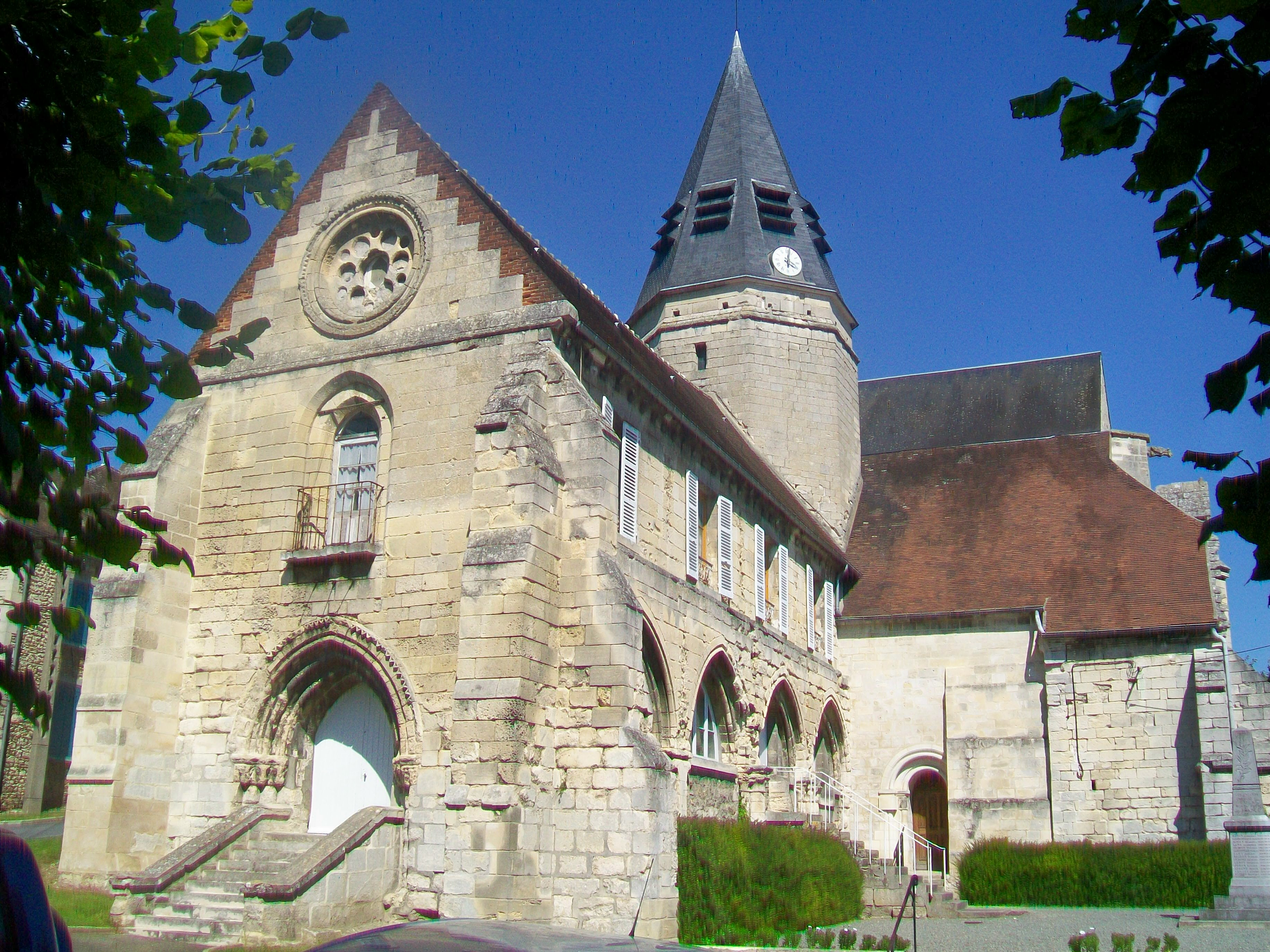
Vue depuis l'ouest.

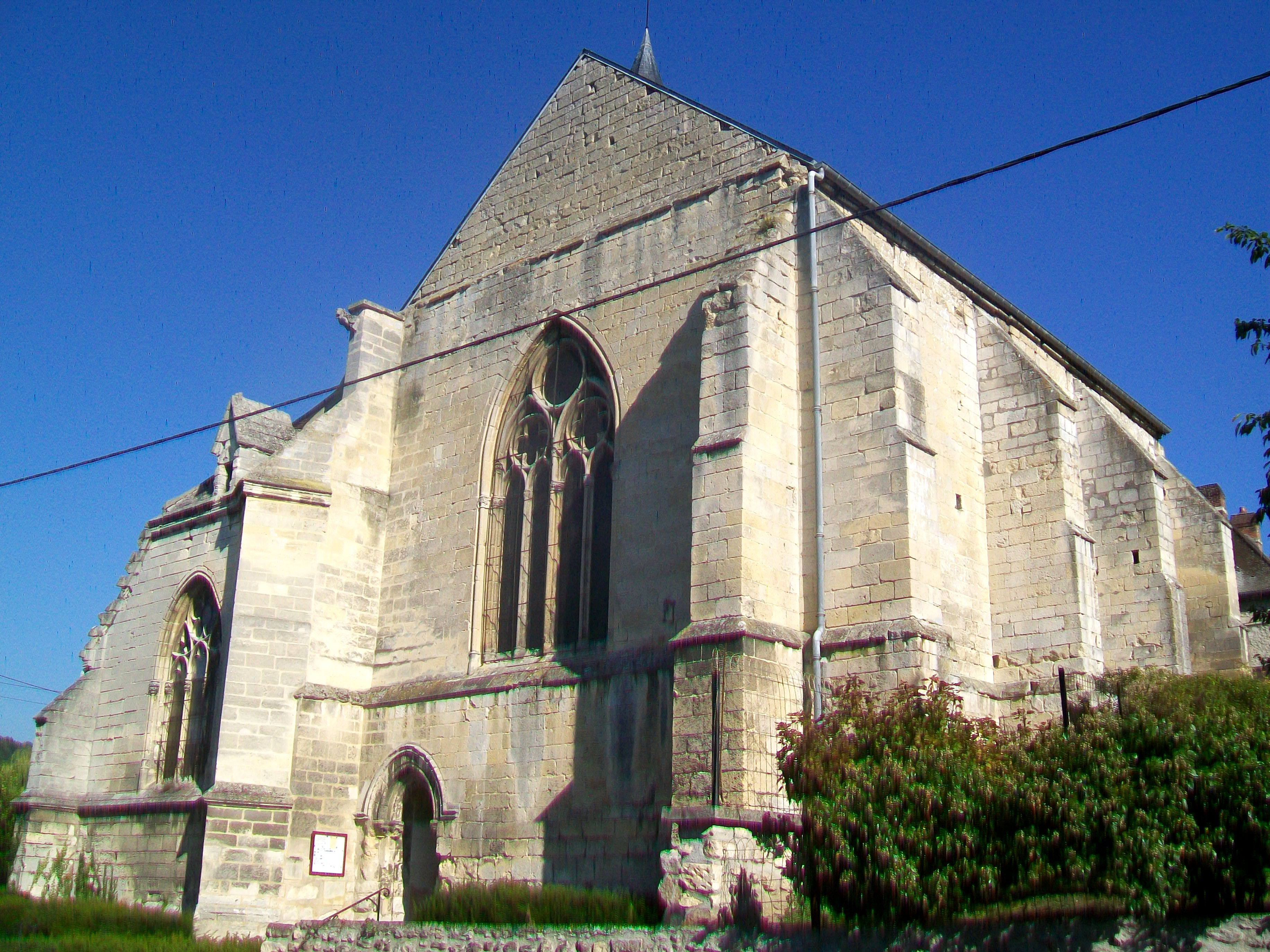
Vue depuis le sud-est.

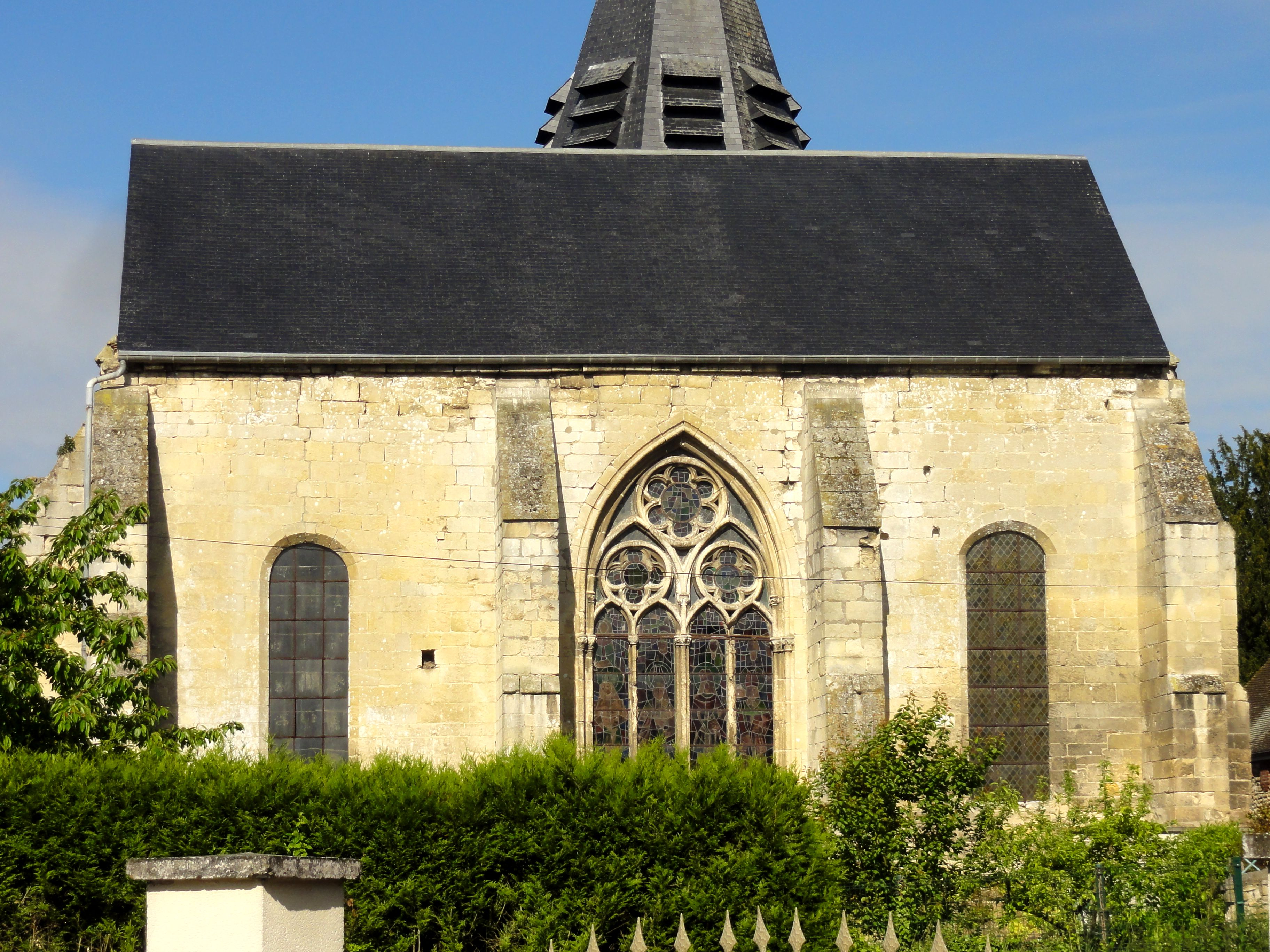
Chevet.

La façade occidentale de la nef est épaulée par deux contreforts romans à chaque angle. Disposés orthogonalement, ils possèdent deux larmiers sur leurs parties inférieures, et se terminent par des glacis. Les contreforts regardant l'ouest sont scandés par un glacis intermédiaire, alors que ceux regardant le nord et le sud présentent deux glacis intermédiaires. Le sol de l'ancienne nef ayant été rehaussé, l'on accède à la porte par un escalier, et le portail a perdu son tympan afin de disposer d'assez de hauteur utile. Il est surmonté par une triple archivolte torique, décoré par un cordon d'étoiles à quatre branches, d'après René Parmentier, appelé aussi à fleurs de violettes, mais il s'agit plutôt de chevrons aux interstices excavés. Les chapiteaux de feuillages sont devenus méconnaissables, et les colonnettes et leurs bases ont complètement disparu. En haut, une fenêtre en tiers-point est percée dans le mur, non décorée et entourée par une arcature de la même forme. Le couronnement en briques rouges du pignon est moderne, mais la rosace bien particulière est authentique. Entourée par un cordon de pointes-de-diamant et de plusieurs moulures, son remplage archaïque est entièrement constitué d'oculi en forme de cercles : un grand cercle au milieu, six cercles moyens autour, et six petits cercles dans les interstices. Une rosace semblable est visible sur les façades occidentales des églises de Cinqueux et Glaignes. Les élévations latérales de la nef ont déjà été décrites ; bien évidemment, il faut faire abstraction des quatre fenêtres rectangulaires des années 1860 et chercher les traces des trois fenêtres romanes bouchées. Les grandes arcades se voient de l'extérieur depuis la démolition des bas-côtés en 1815, mais il n'est pas documenté quelle forme avaient les fenêtres avant la transformation en école et mairie,.
Le transept a perdu sa façade méridionale, et le parement du mur gouttereau occidental est en grande partie moderne. D'après René Parmentier, la petite porte en plein cintre qu'on y trouve conserve sa double archivolte torique d'origine, et seuls les chapiteaux seraient modernes. Les chapiteaux extérieurs sont en effet de simples blocs de pierre ; ceux situés directement aux côtés de la porte sont à peine sculptés. Les fûts et les bases des colonnes seraient rongés, d'après son constat au milieu des années 1920 : ils ont été complètement faits à neuf depuis. Quant à la façade septentrionale du transept, elle est encadrée par deux contreforts romans, et une moulure court le long du mur au niveau du sommet de leurs glacis. Le pignon est percé d'un oculus, entouré d'un rang de pointes-de-diamant, tout comme les arcades des fenêtres du triplet, se continuant sur les murs au niveau des impostes.
La façade de la chapelle a vraisemblablement été refaite lors du percement de la fenêtre actuelle, comme l'indiquent son parement et le larmier au niveau du seuil de la fenêtre, qui se prolonge sur les murs et les contreforts. Derrière la chapelle, le contrefort d'angle sud-ouest du mur méridional du chœur a été maintenu, bien qu'encombrant l'intérieur de la chapelle. Sa partie supérieure a même été refaite, et il ne se termine plus par un glacis, et possède une gargouille. Devant ce contrefort, se situe celui de la chapelle, placé en biais : cette disposition est rare pour l'époque de construction mais fréquente à la Renaissance. Le mur méridional de la chapelle réserve d'autres particularités. En haut à gauche, l'angle est coupé en raison de la couverture par un toit combinant toit en appentis (s'appuyant contre le mur occidental du chœur) et toit à croupe. Une lucarne de pierre s'ouvre à la naissance de ce toit à croupe, disposition rare pour une église. Son linteau montre une arcature aveugle en forme de trèfle, et le gâble très aigu est bordé de rampants arrondis.
Une tourelle d'escalier se dresse à l'angle nord-ouest du chœur. Elle n'a jamais été complètement achevée car ne comportant pas de couronnement. Une corniche composée simplement d'un bandeau et d'un tore termine le mur gouttereau occidental et la tourelle, et se poursuit sur le mur pignon septentrional du chœur. L'élévation du chevet n'offre aucune particularité ni décoration, sauf ce qui semble être le vestige d'un enfeu voûté en anse de panier, dans le soubassement de la baie du vaisseau central. Les contreforts sont les éléments déterminants de cette façade. Ils comportent une retraite avec larmier au niveau du seuil des fenêtres, se poursuivant sur tout le chœur, ainsi qu'un court glacis intermédiaire et un long glacis final. Le contrefort à droite de la façade méridionale est identique, alors que celui à gauche de la même façade a été modifié comme indiqué. Le portail méridional s'ouvre sous une double archivolte torique surmontée par un sourcil se continuant sur les impostes, et reposant sur les tailloirs polygonaux de quatre chapiteaux de feuillages, mal conservés. Les fûts de colonnes et leurs bases ont disparu. C'est par cette porte que l'on accède habituellement à l'église.

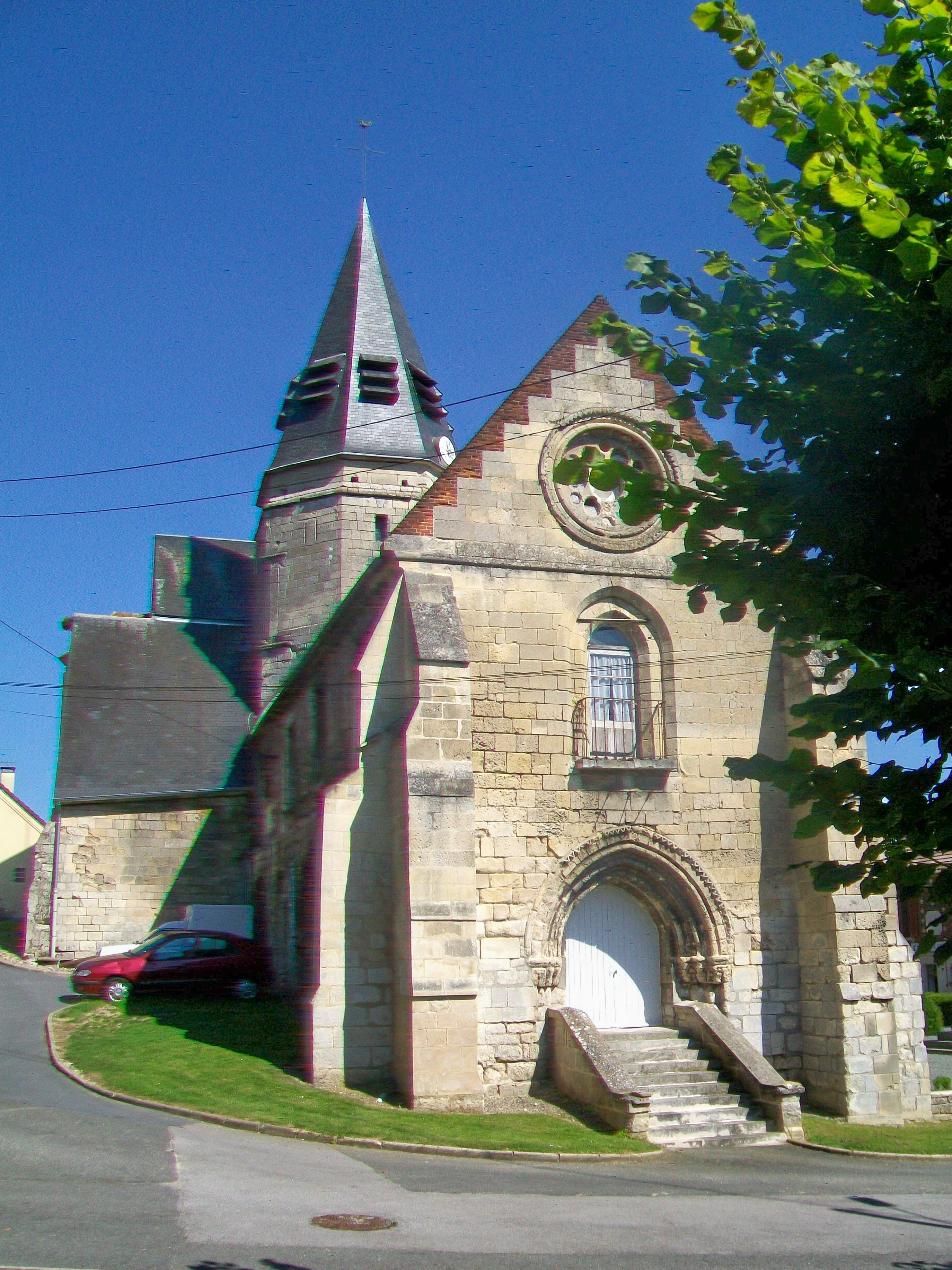
Vue depuis le nord-ouest.
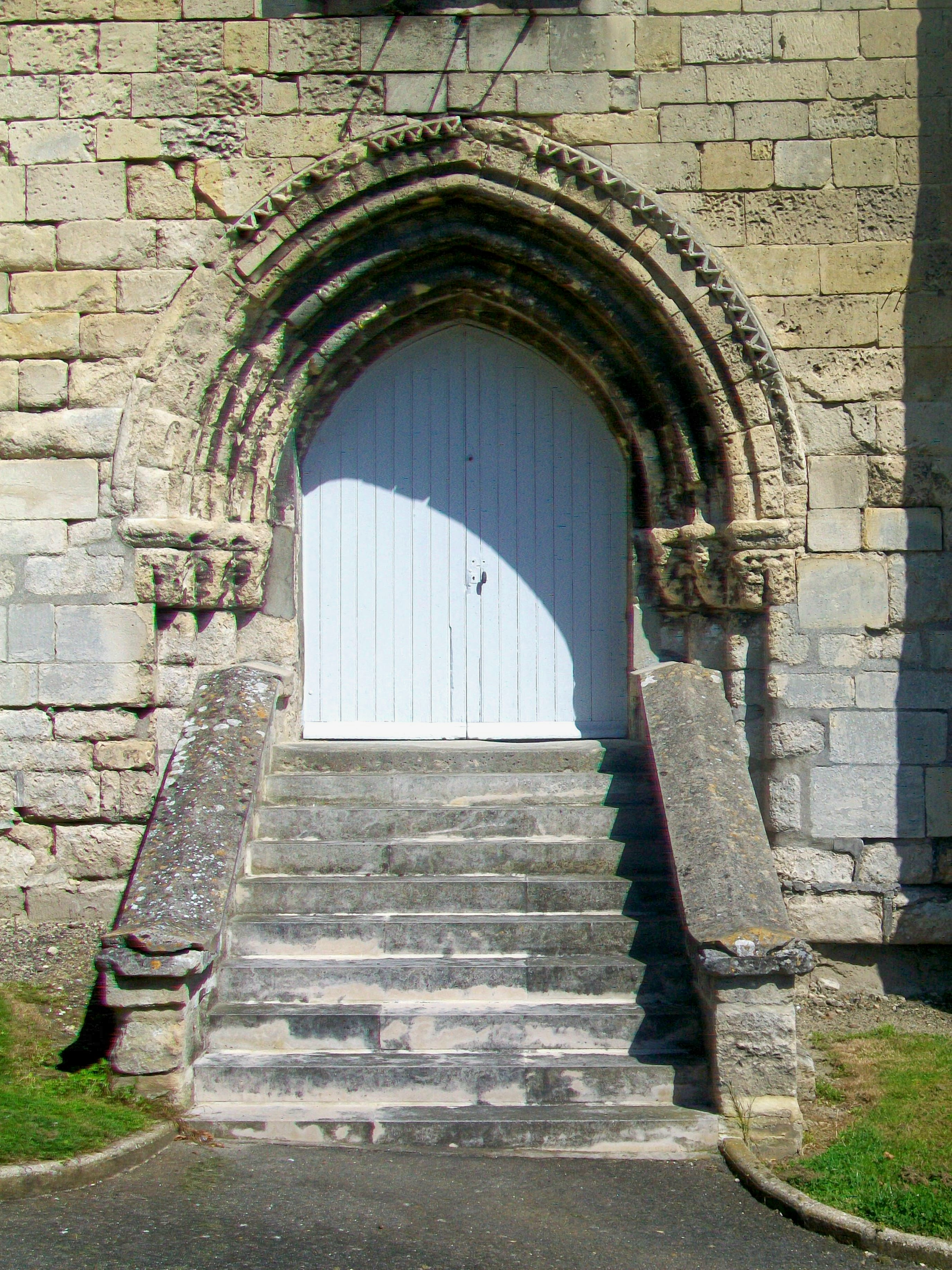
Portail occidental.
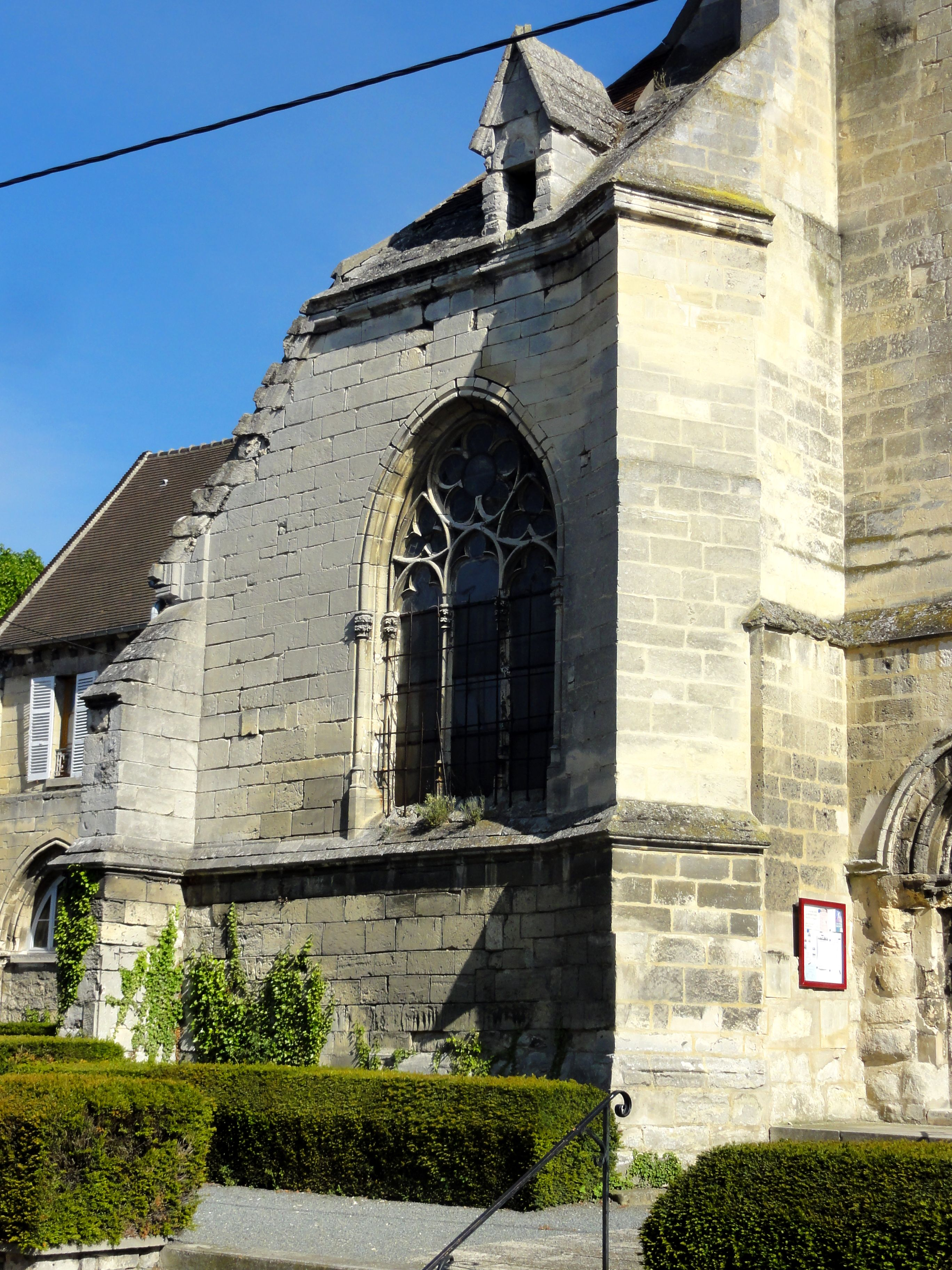
Ancienne chapelle au sud.
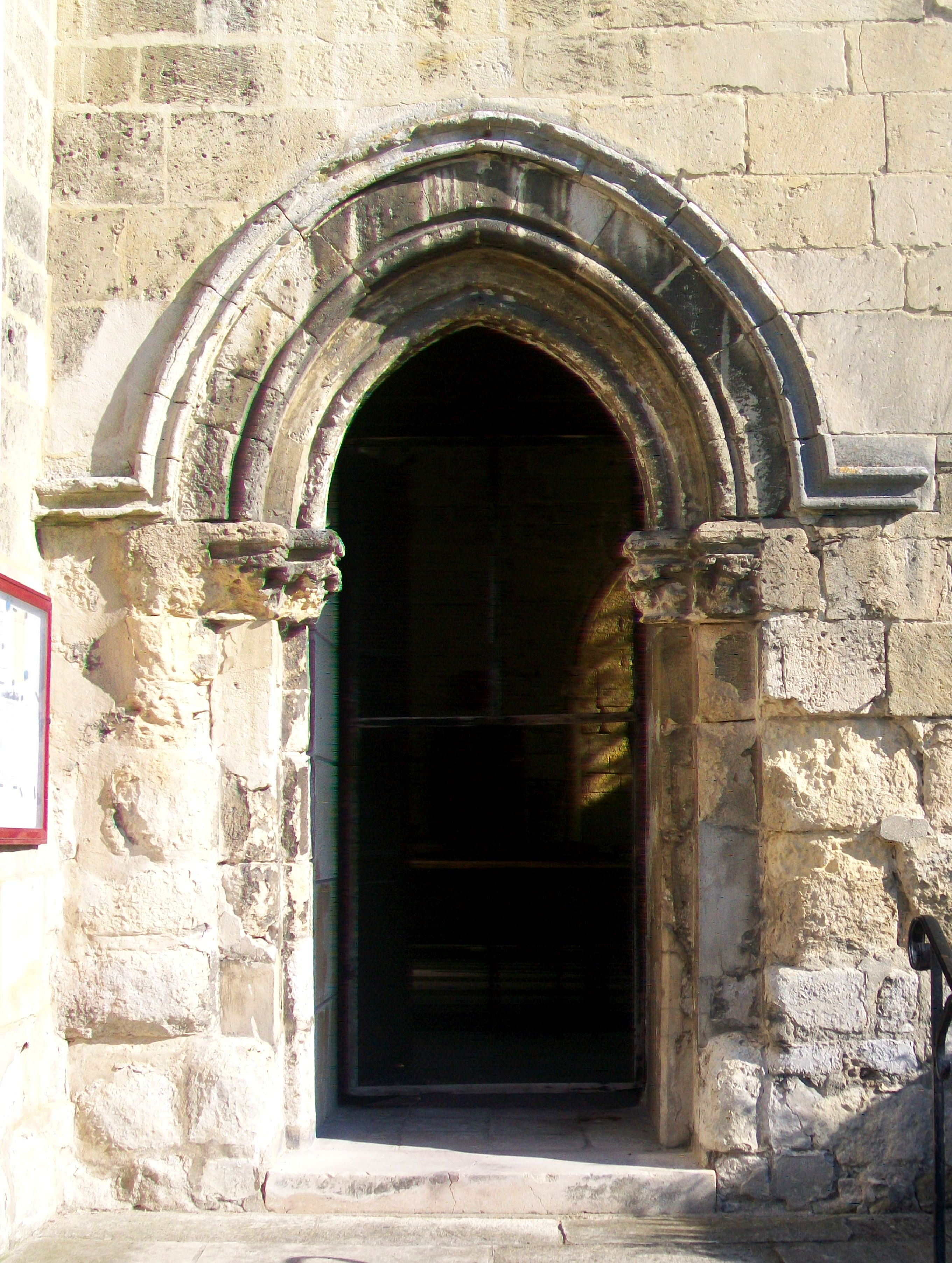
Portail méridional.
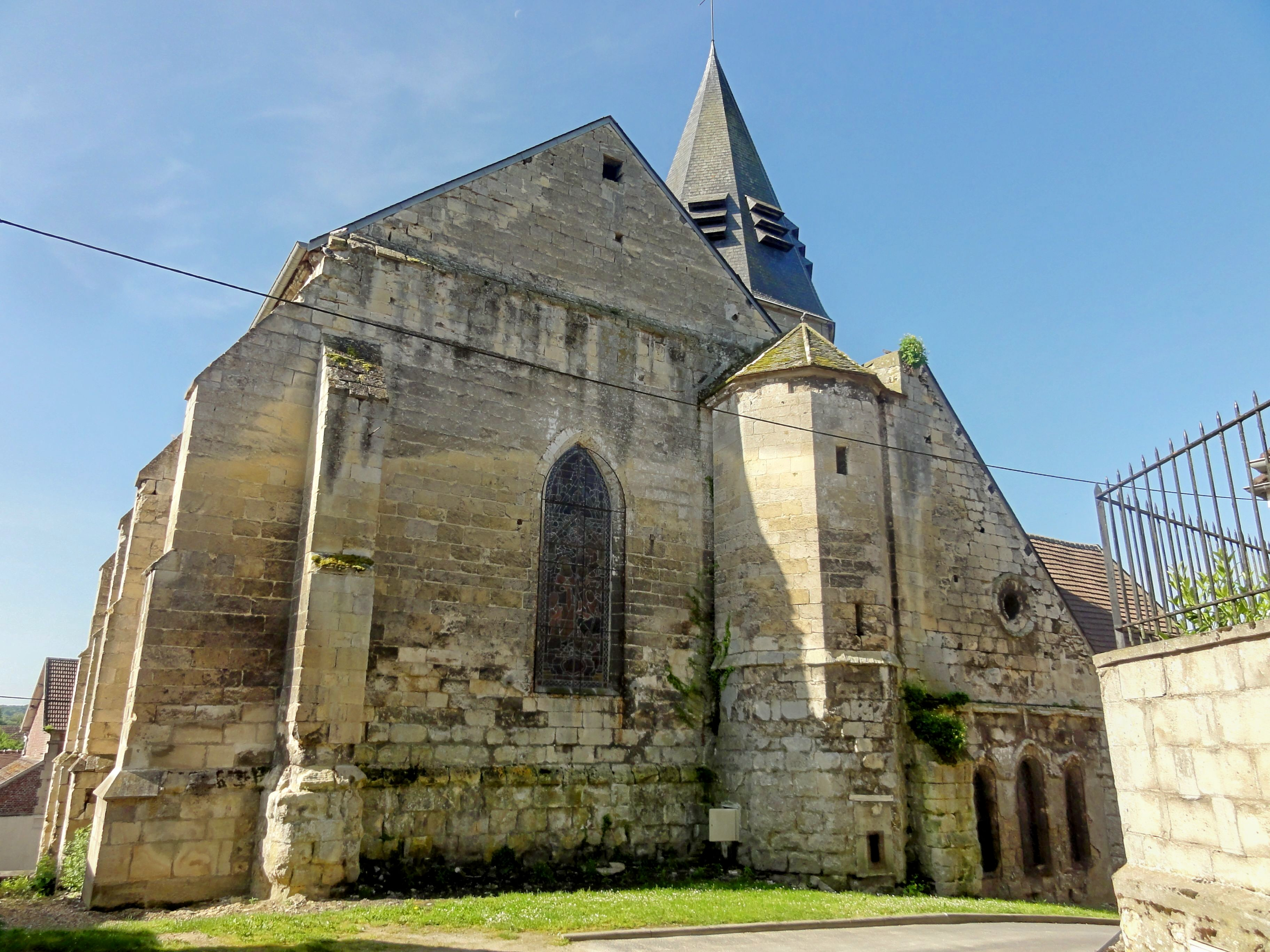
Vue depuis le nord.
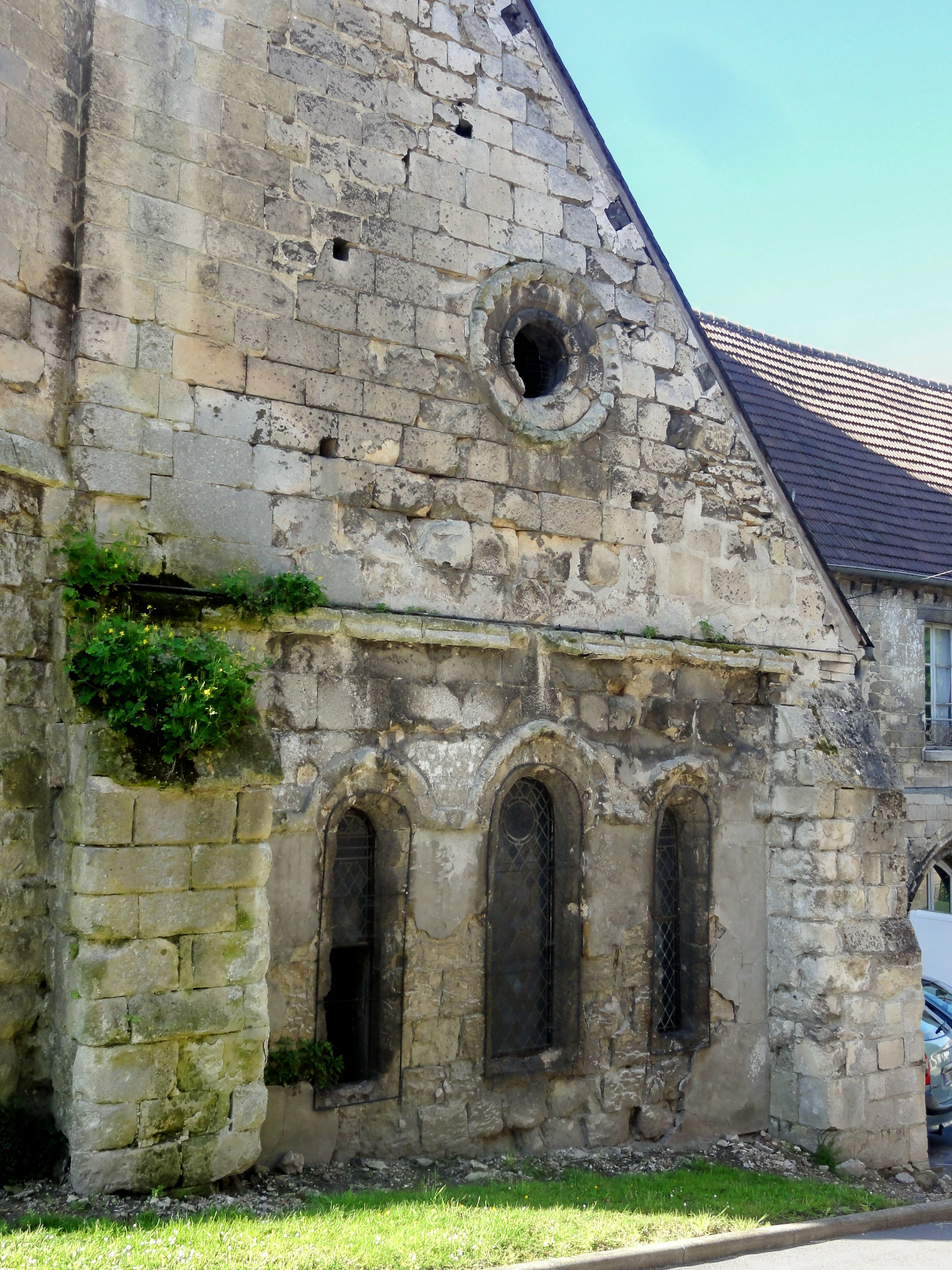
Croisillon nord.

### Clocher

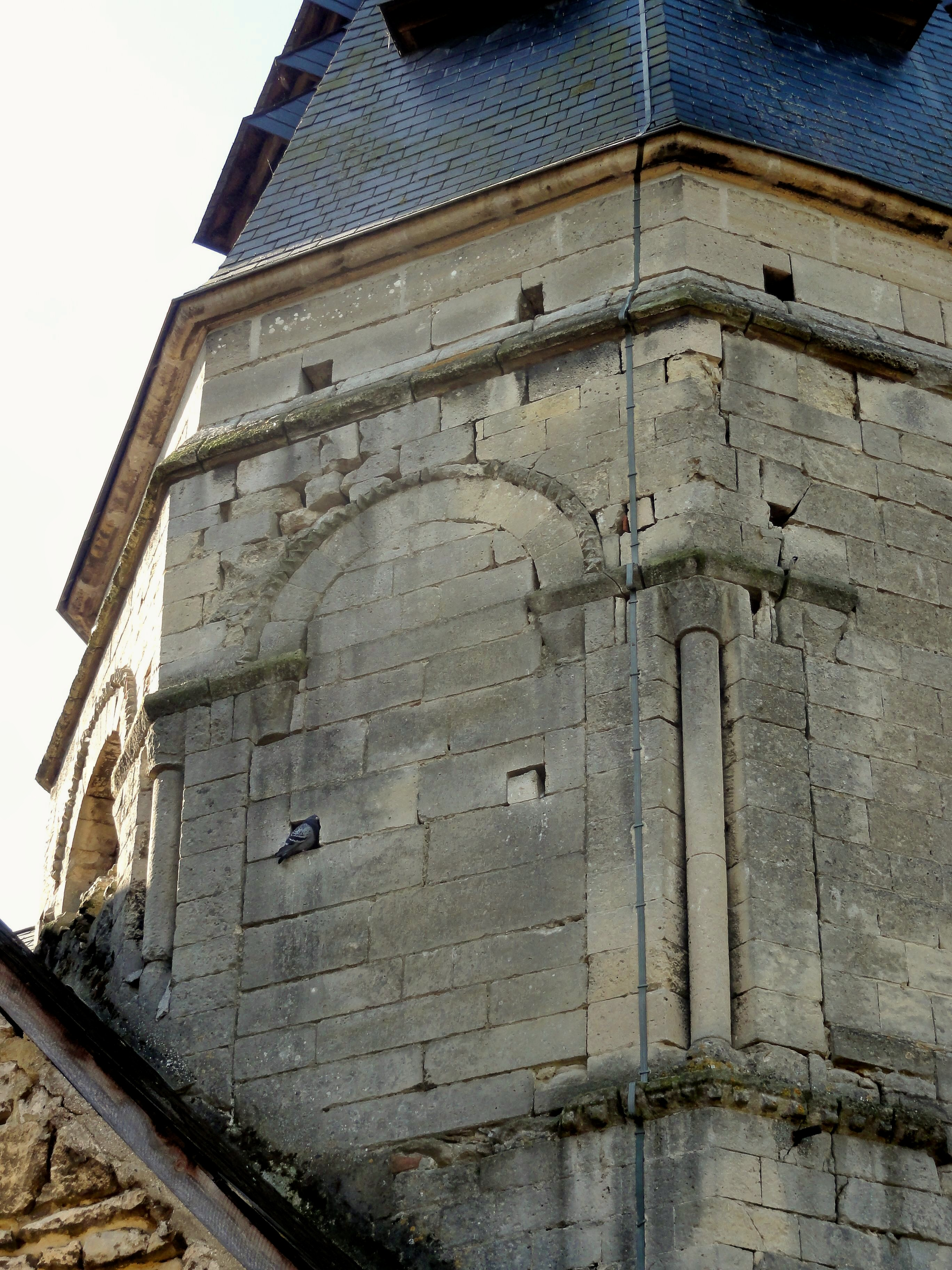
Face nord du clocher.

Le clocher est de plan octogonal et à un seul étage, contrairement à ceux des églises Saint-Étienne de Bouconvillers, Saint-Étienne de Cambronne, Saint-Martin de Cauvigny et Saint-Denis de Foulangues, qui sont les autres clochers octogonaux de l'Oise et à deux étages (ou à un étage et demi concernant Foulangues). Le passage du plan carré vers le plan octogonal s'opère par de simples glacis à l'extérieur, et des trompes à l'intérieur. Le clocher est le mieux visible depuis le sud-ouest, et l'on a l'impression qu'il aurait été amputé de son étage de beffroi ; or, il n'en est rien, mais seulement la face est reste en l'état d'origine, cachée sous les combles du chœur ; les faces nord-est et nord gardent des vestiges de la disposition d'origine tant à l'extérieur qu'à l'intérieur ; les faces nord-ouest, sud et sud-est ne montrent ces traces qu'à l'intérieur ; et les faces ouest et sud-ouest ont été complètement rebâties. Ces remaniements semble en partie remonter au XVIe siècle, et ont substitué quelques petites baies rectangulaires sans intérêt aux ouvertures initiales. En effet, entre une rangée de billettes en bas et un cordon de pointes-de-diamant en haut, une grande baie plein cintre s'ouvrait sur chaque face, dont les piédroits sont formés par des colonnettes à chapiteaux, et dont les arcades sont subdivisées en deux arcades plus étroites, retombant au centre sur une troisième colonnette à chapiteau. Cette colonnette centrale est octogonale, alors que les autres sont cylindriques, y compris celles qui ornent les huit angles du clocher. Les chapiteaux sont décorés et en partie historiés, et montrent, par exemple, deux ânes affrontés, des feuillages, un chevron, des dents de scie, une palmette entre deux rinceaux et latéralement un quadrillage de losanges et une palmette différente. Certains chapiteaux sont cubiques, ce qui est rare dans la région. Les tailloirs sont gravés de layages de chevrons et se continuent tout autour du clocher, même à l'intérieur. Les claveaux des baies sont surmontées en outre par un cordon de pointes-de-diamant. Pratiquement plus rien ne subsiste de la flèche en pierre, dont l'on sait seulement qu'elle était massive, très courte et dépourvue d'ornementation.

## Mobilier

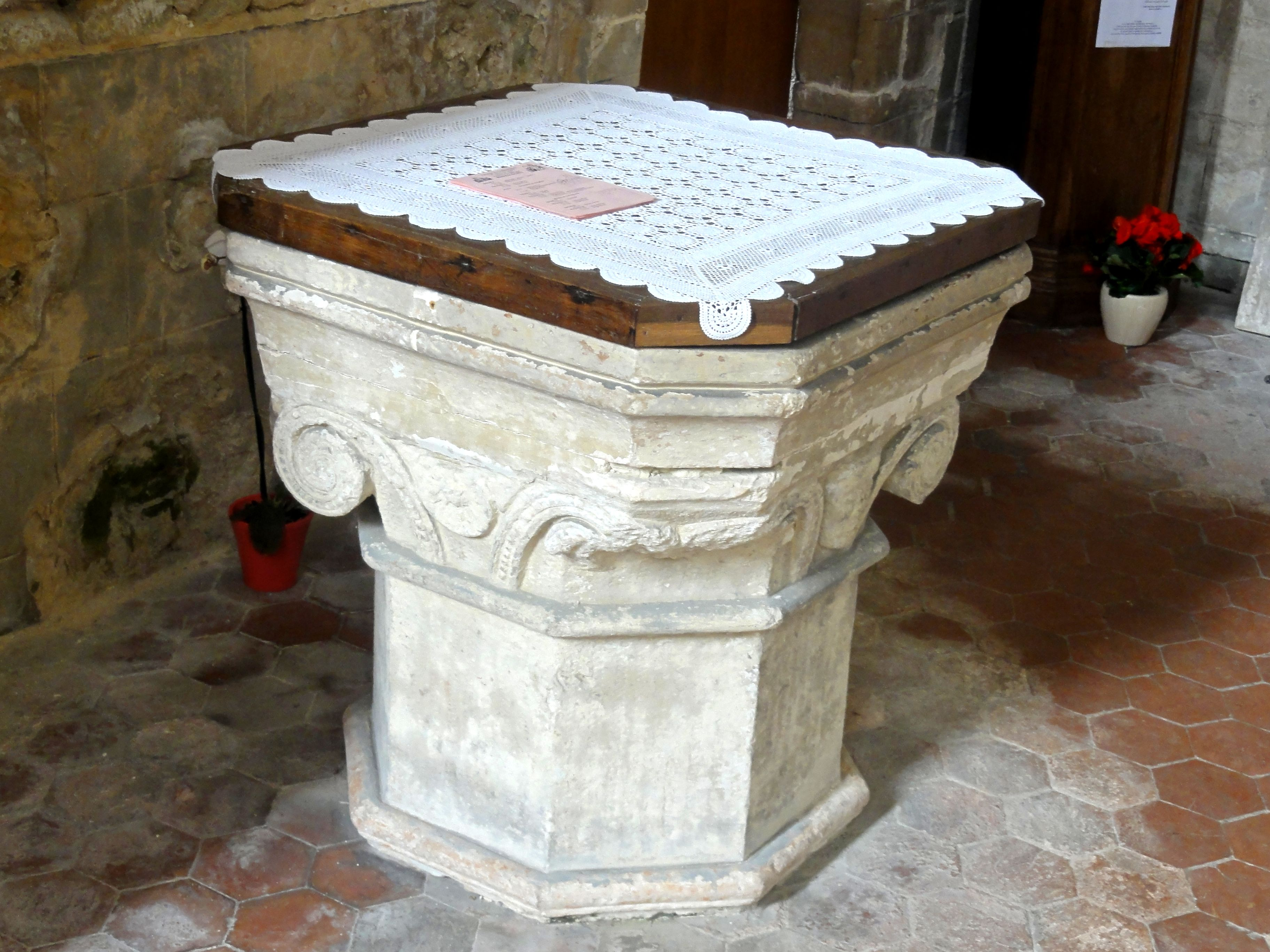
Fonts baptismaux.

L'église renferme trois éléments de mobilier classés monument historique au titre objet :
- Les fonts baptismaux en pierre calcaire, du XIIe siècle, sous la forme d'une cuve baptismale à infusion. Sur ses angles, elle est ornée de volutes composées de deux filets encadrant des pointes de diamant. Les faces de la cuve font apparaître des masques humains ou des fleurs[20] ;
- La dalle funéraire à effigie gravée de Villers et Alice de Rieux, avec un décor architecturé, et datant de 1390 environ[21] ;
- Une cloche en bronze de 1550[22].